# قلعة القطيف
قلعة القطيف أو حاضرة القطيف أو قصبة القطيف أو مدينة القطيف المُحصّنة أو الفرضة أو المحفوظة هي قلعة أثريّة تقع على مُرتفع من الأرض في قلب مدينة القطيف، شرق المملكة العربية السعودية. يرجع تاريخ بناء قلعة القطيف إلى القرن الثالث الميلادي على يد الساسانيين، واتّخذها العُثمانيون من بعدهم قاعدةً عسكرية ونقطةً دفاعيّة في الخليج العربي بعد ترميمهم لها في القرن السابع عشر الميلادي سنة 1630م/1039 هـ، وأصبحت بعدها مستودعاً للبضائع وفي وقت لاحق مقرّاً للسكن. كان بداخل القلعة أحد عشر مسجداً إضافةً إلى قصر البلاط الملكي وقصور الضيافة وحظائر المواشي جميعها مُحاطة بسور منيع. هُدمت قلعة القطيف في ثمانينات القرن العشرين، حيث انتزعت ملكية القلعة من الأهالي وأزيلت المنازل والمباني من الأحياء بالتدريج في الثمانينيات إلى أن أُزيلت تماماً وتحوّلت إلى ميدان ومواقف سيّارات، لم يَتبقّ من القلعة سوى 18 منزلاً متهالكاً.
قلعة القطيف قلعة بيضاوية الشّكل ذات سور حجري منيع تُحيط منطقة سكنية مكتظة بالمنازل والمباني قدّر جون لوريمر أطول جهاتها بحوالي 365 متراً من الجهتين الشرقية والغربية و 275 متراً من الجهتين الشمالية والجنوبية، كما قَدّر عدد سكانها بـ5,000 نسمة وأسواقها بحوالي 300 محلّاً تجاريّاً. كما كان يُحيط قلعة القطيف خندق عميق والبساتين والمزارع، وكانت مُتّصلة بواحة القطيف.

## أصل التسمية
ترجع تسمية القلعة بقلعة القطيف إلى الموقع المتواجدة به، حيث تقع في مركز مدينة القطيف إضافةً إلى كونها المدينة الرئيسة في القطيف سابقاً المعروفة بقوّة تحصينها، كما أنها عُرِفَت بالعديد من المُسمّيات الأخرى التي أطلقها عليها سُكّانها وتداولوها، من ضمنها: القطيف، القلعة، الفرضة، المحفوظة، حاضرة القطيف، قصبة القطيف. وجاءت تسميتها بالقطيف بعد أن أصبحت القلعة محل الإمارة والحكم لمنطقة القطيف سابقاً فاختزل مُسمّاها في القطيف. كما أطلق عليها أيضاً المؤرخوّن وبعض الأهالي اسم المحفوظة وترجع هذه التسمية إلى تأريخ انتهاء إعادة بناء سورها بالحساب الأبجدي حيث انتهى بناء السور عام 1039 هـ/1630م ويُرمز للعدد 1039 أبجديّاً بكلمة محفوظة. يعود مُسمّى حاضرة القطيف إلى الكثافة السكّانية العالية التي امتازت بها قلعة القطيف ونشاطها التجاري العالي. في حين أن تسميتها بالفَرْضة مُشتقة من فراض وهي قرية بالبحرين لبني عامر بن الحارث بن القيس، وهي تسمية قديمة وكانت تُداول حتى عهد قريب، وقد كان يُكتب في وثائق المبايعات والتجارة أهالي الفرضة قاصدين بهم أهالي قلعة القطيف الساكنين بها، ومن المُسمّيات القديمة أيضاً التي أُطلقت على القلعة مُسمّى جبارو أو جبرو التي كانت تُكتب باللاتينية "Jippro"، كما كانت وبشكل مُشابه تعرف إلى عهد غير بعيد بقصبة القطيف.

## الجغرافيا
تقع قلعة القطيف على تل مرتفع وإليها كانت تُوجّه جداول البيوت وانصباب المياه، كما كانت تُحيطها واحة القطيف بأشجار النخيل والمزارع على منتصف الشاطئ الموازي للواحة في السابق، ورغم أنها كانت على ضفاف البحر من الجانب الشرقي إلّا أن مد البحر لم يكن يدخل بيوتها حتى وقت ارتفاع المد بأواسط وأواخر الشهر القمري. وكانت تظهر طبيعة أرض التّل المرتفع القاسية عند حفر الآبار داخل القلعة، حيث كانت تستغرق العملية زمناً لقطع وتكسير الصخور ومن ثم نزح الرمل إلى حين الوصول إلى الماء. كان عمق آبار القلعة من سطح الأرض إلى الماء الجوفيّ يتراوح بين خمسة إلى ثمانية أمتار. موقع قلعة القطيف سابقاً يقع حاليّاً من الزريب إلى امتداد شارع الملك عبد العزيز طولاً إلى بلدية محافظة القطيف ومن ثُمّ سوق السمك إلى تقاطع موقع البريد والبرق.

## مخطط القلعة

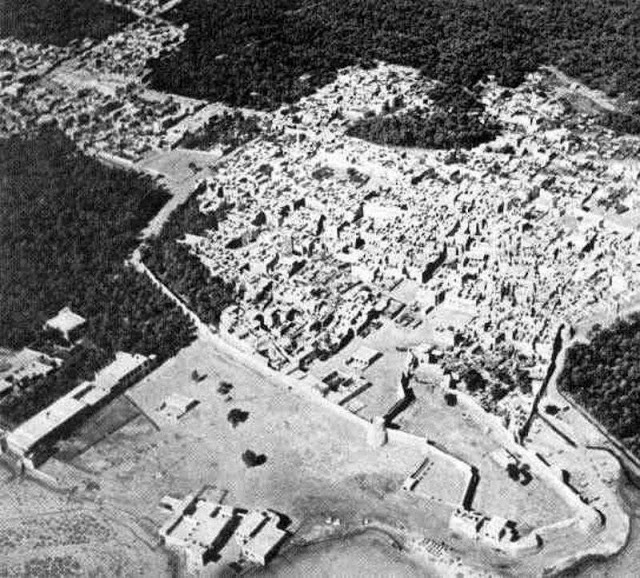
منظر جوّيّ يُظهر المنازل والأحياء المُحصّنة بقلعة القطيف. تاريخ التقاط الصورة يعود إلى خمسينيات القرن العشرين.

### الشكل العام
قلعة القطيف قلعة بيضاوية الشّكل ذات سور حجري منيع تُحيط منطقة سكنية مكتظة بالمنازل والمباني، ويُحيطها خندق عميق والبساتين والمزارع من كل جانب باستثناء جهة البحر، حيث كان يوجد داخل القلعة في الجانب الجنوبي والشرقي بمحاذاة السور عددٌ من البساتين، المُسمّاة دوالي التي كانت تُسقى من سيحة التوبي.
وكانت أسواقها التي قدّرها لويمر بحوالي 300 سوقاً تبدأ من دروازة السوق وتنتهي بالقرب من الدبابية وهي الآن في موقع شارع الملك عبد العزيز. وهي سكة مسقوفة على شكل جملون بين صفين من المتاجر ومحلّات البيع تمتد من تقاطع شارع المدارس حتى شارع جعفر الخطّي، ثم تنعطف إلى الغرب باتجاه الشارع نفسه حتى نهاية مدرسة زين العابدين الابتدائية، وكانت تسمى هذه الانعطافة سوق الحرية وتنتهي ببوابة ضخمة تفتح نهارا وتغلق ليلاً.
كانت تحتل القصور الملكية رقعةً جبليّة وسط القلعة كما يبدو من تخطيطها السابق حيث كانت في ما مضى مقّرّاً للحكم، ويليها في الجانب الجنوبي الغربي قصور الضيافة وبقية ضواحي القلعة وتُسمّى حارة الخان وكانت في موقع حيّ الخان، كما تقع زرائب المواشي شمال جنوبه في حيّ الزريب، وتحيط الحدائق ودوالي العنب بالبلاط الملكي بدءاً من مجرى الكريدي المجاور لجامع المنارة وانتهاءً بفريق الوارش في الجهة الشمالية.

### الأبراج
لقلعة القطيف 11 برجاً عالٍ مُستدير الشكل في كل ركن من أركانها يبرز بين جوانب وزوايا السّور، وكُلُّ برج منها مُزوّد بالغُرف والاستراحات ومحلات الخدمات.، يربط بين الأبراج جُسرٌ على امتداد السور بعرض مترين في أعلاه، حيث ينتقل عليه الحراس بخيولهم أثناء الليل من برج إلى برج للمراقبة. وبالرغم من أن للقلعة القطيف 11 برجاً ألا أن مدينة القطيف وُصفت سابقاً في العهد البرتغالي بأنها مدينة محصنة بها 7 أبراج.

### الأسوار
سور القلعة هو سور منيع مبني من الصخور والحجارة ومُشبّع بالجص المحروق يقوم على قاعدة عريضة من الجص والآجر، وهو شاهق الارتفاع إذ يبلغ ارتفاعه ما يُقارب 10 أمتار؛ وقد شُيد لحِماية القلعة فقد كان موقِعاً لصد الهجمات والغارات، جدد بناؤه آخر مرة في عهد السلطان سليم الثاني في غرّة محرم سنة 968هـ/سبتمبر، 1560م، وجُدد بناؤه أيضاً في عهد أحد ولاة الأتراك علي باشا سنة 1039هـ/1630م. سُمك قاعدة السّور مُتغيّر مع امتداده بين أبراج القلعة حيث يبلغ سُمك السّور في الجهة الشرقية منه حوالي 13 قدماً ويتذبذب حتى يصل إلى 7 أقدام في بعض أجزائه. وقد أزيل هذا السور تدريجيّاً من قبل البلدية من فترة نهايات الستينيات حتى بدايات السبعينيّات وقد عللّت البلدية فعلها أنه يرجع لزيادة مستوى استتباب الأمن بالمنطقة ولازدياد عدد السكان، وامتداد رقعة العمران إلى خارج المدينة القديمة.

### البوابات
للقلعة أربع بوابات ضخمة مُصفّحة بالحديد تُسمى محليّاً دراويز، مُفردها دروازة، عند كلِّ دروازة حارس يُغلقها بعد صلاة العشاء ويفتحها في الفجر في أوقات السّلْم. منها: بوّابة تقع شرق القلعة تجاه ميناء البحر، وتُسمّى دروازة البحر، وهي المنفذ الوحيد لمينائها وبعدها شرقاً يقع البحر؛ وبوّابة في الغرب تصل القلعة بواحة القطيف والرّيف ويُسمّى دروازة باب الشمال، وهي بين فريق الخان والزريب، وبعدها من الغرب مُباشرة حي باب الشمال؛ ودروازة السوق جنوب القلعة هي المدخل الرئيس للسوق، حيث يقع السوق بعدها مُباشرة؛ والدّروازة الرابعة الواقعة في الجانب الشمالي الشرقي من القلعة تصلها بحصن صغير يقع بجانبه من ناحية الشمال وهي المدخل إلى الكوت.

### السّارية
وقد كانت معلقة في السّور من الداخل، قبل نهايته بحوالي 2.5 متراً، وعرضها بحدود مترين، تربط الأبراج بعضها ببعض، وتعلوها فتحات للنظر وتصويب الرمي من البنادق، فإذا ما أُمطر العدو الغازي بوابل من الرصاص تراجع على أعقابه، وبهذه النظرة عارض بعض الزعماء الشبابَ الذين طالبوا بإزالته حينما تصدعت أجزاءٌ منه واُزيلت أجزاءٌ أُخرى.

### الأحياء والتقسيمات

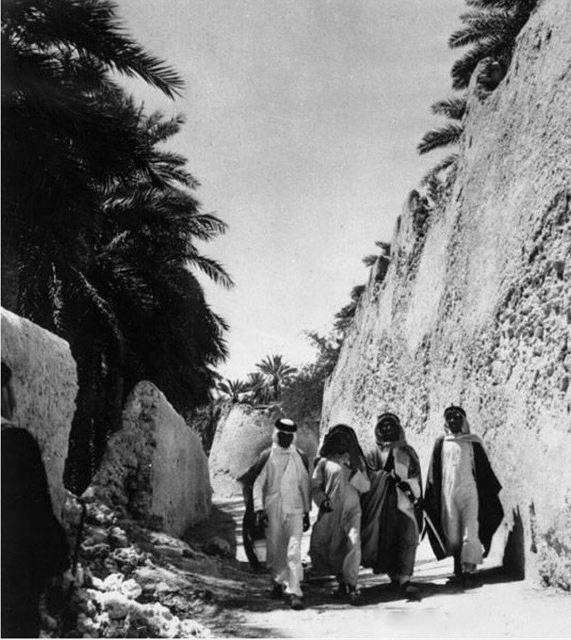
منظر لسور قلعة القطيف يظهر بجواره سكّان محليون يتجوّلون بجانبه، ويظهر من لباسهم أنهم تُجّار أو باعة.

تنقسم القلعة إلى أربعة أحياء وهي: الخان في الجنوب الغربي، وحي الزريب في الشمال الغربي، والوارش في الشمال الشرقي، وحيّ السدرة في الجنوب الشرقي تتخللها طرق ضيقة وسوابيط مظلمة، أشهرها ساباط الظَّلَمي الواقع في حي الزريب. كما كانت تُجاور القلعة أحياء أخرى قبل إزالة سور القلعة، منها: الشريعة، وباب الشمال، والكويكب، والمدارس، والدبابية، والجراري، والشويكة، ومياس. وبعد إزالة سور القلعة في نهايات الستينيات حتى بدايات السبعينيّات من قبل البلدية نشأت الأحياء: البستان، وباب الساب، والمدني، والمسعودية، وأم الحزم، ومنطقة البحر، خارج القلعة واتّصلت هذه الأحياء الجديدة بالأحياء القديمة التي كانت تحيط القلعة. كما تظهر المساحة المزروعة بقلعة القطيف سابقاً مُمتدة من دروازة السوق من مورد الكريدي حتى محلة الوارش. ألّا أنّ تلك البساتين التي كانت تحيط بالقلعة وضواحيها قد تحولت إلى أحياء سكنية، كما تحولت البساتين التي بجانب السوق كالضبيخة والدالية إلى أسواق ومراكز تجارية.
حي الخان
يقع جنوب غرب القلعة وبه طرقٌ يتخللها نور الشمس وفيها مجارٍ لنسيم الهواء. وَخان يعني النّزل أو مكان الإقامة والضّيافة، ويُعتقد أن أصله اسم فارسي كما يحمل معانٍ أخرى، مثل: المتجر؛ والحاكم أو الأمير.
حي الزريب

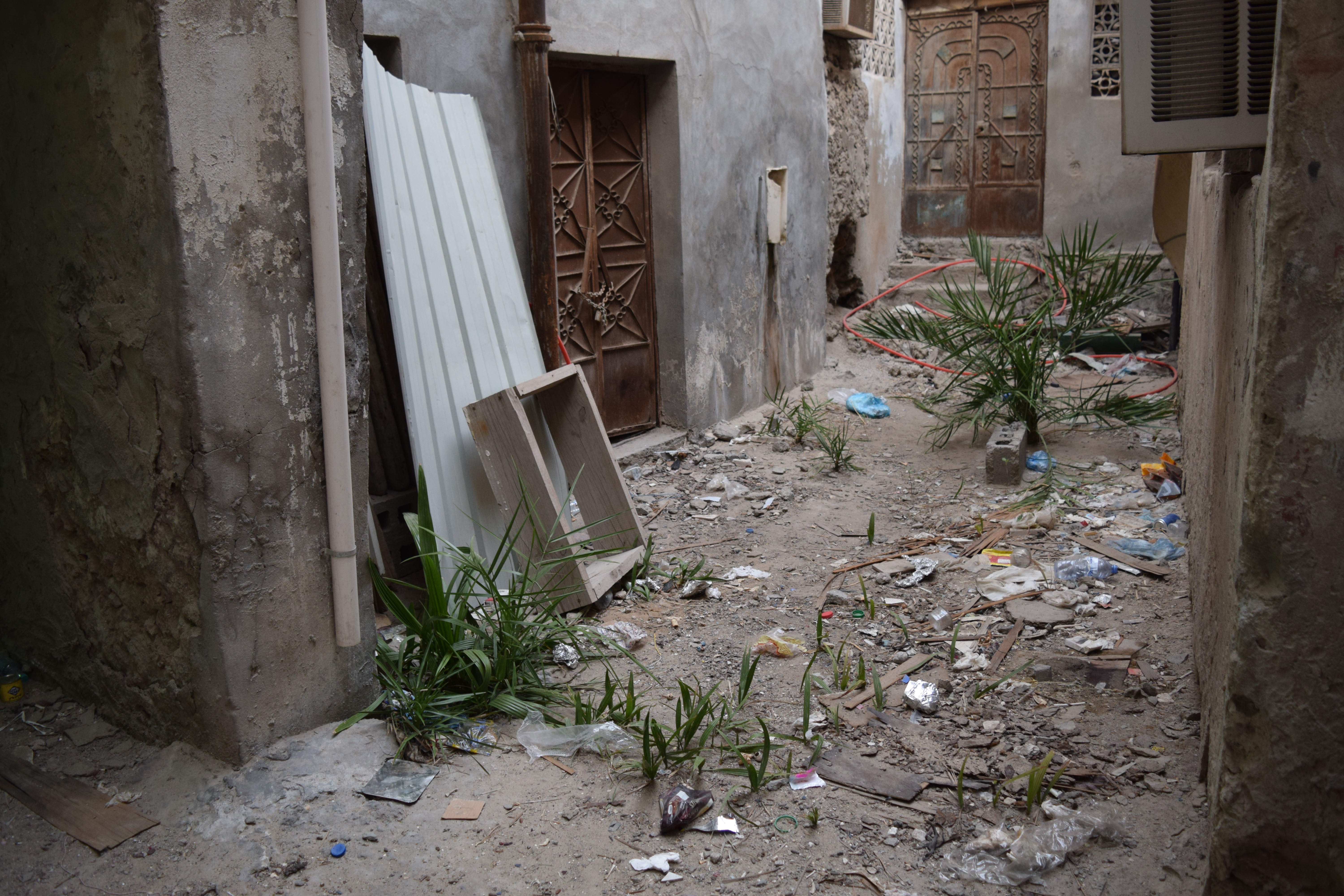
منظر لأنقاض منازل أثرية في حيّ الزريب تنمو من تحتها نُخَيْلات صغيرة نتيجةً لتمتّع حي الزريب بخصوبة في الأرض.

يقع شمال غرب القلعة، والزريب هو تصغير زرب، أي: حظيرة المواشي، ويحمل أيضاً معنى تصغير للزَرب، أيْ: مدخل ومسيل الماء. يتكون الحي من مجموعة من البيوت المتلاصقة ذات الطابقين أو الثلاثة الطوابق، تفصلها عن بعضها شوارع ضيقة وأزقة تتسع في مواقع معينة لتصبح براحات، وتضيق في مواقع أخرى بشكل لا يسمح إلا لمرور الأشخاص والدواب، وما تبقى من هذا الحي من منازل تُعتبر دلائل على العمارة التقليدية القطيفيّة، ويتكوّن نسيجه المعماري من المساجد، ومدارس الكتاتيب، والبيوت، وبقايا سور قلعة القطيف، وهو الحيّ الوحيد الذي لا زال يقطنه السّكان المحليّون.
حي الوارش
يقع شمال شرق القلعة، والوارش هو الدافع، أو النشيط، وكذلك يأتي في معناه الطّفيلي المشتهي للأكل.
حي السدرة
يقع جنوب شرق القلعة، وتعود تسميته إلى شجرة السدر أو شجرة النبق، ولعل التسمية جاءت بمقتبل أيام تكوينه، حيث كانت تحوط الحي من الجنوب والشرق الدوالي بنخيلها وسدرها وأشجار الفواكه. وتوجد به حسينية السّدرة.

### المُلحقات

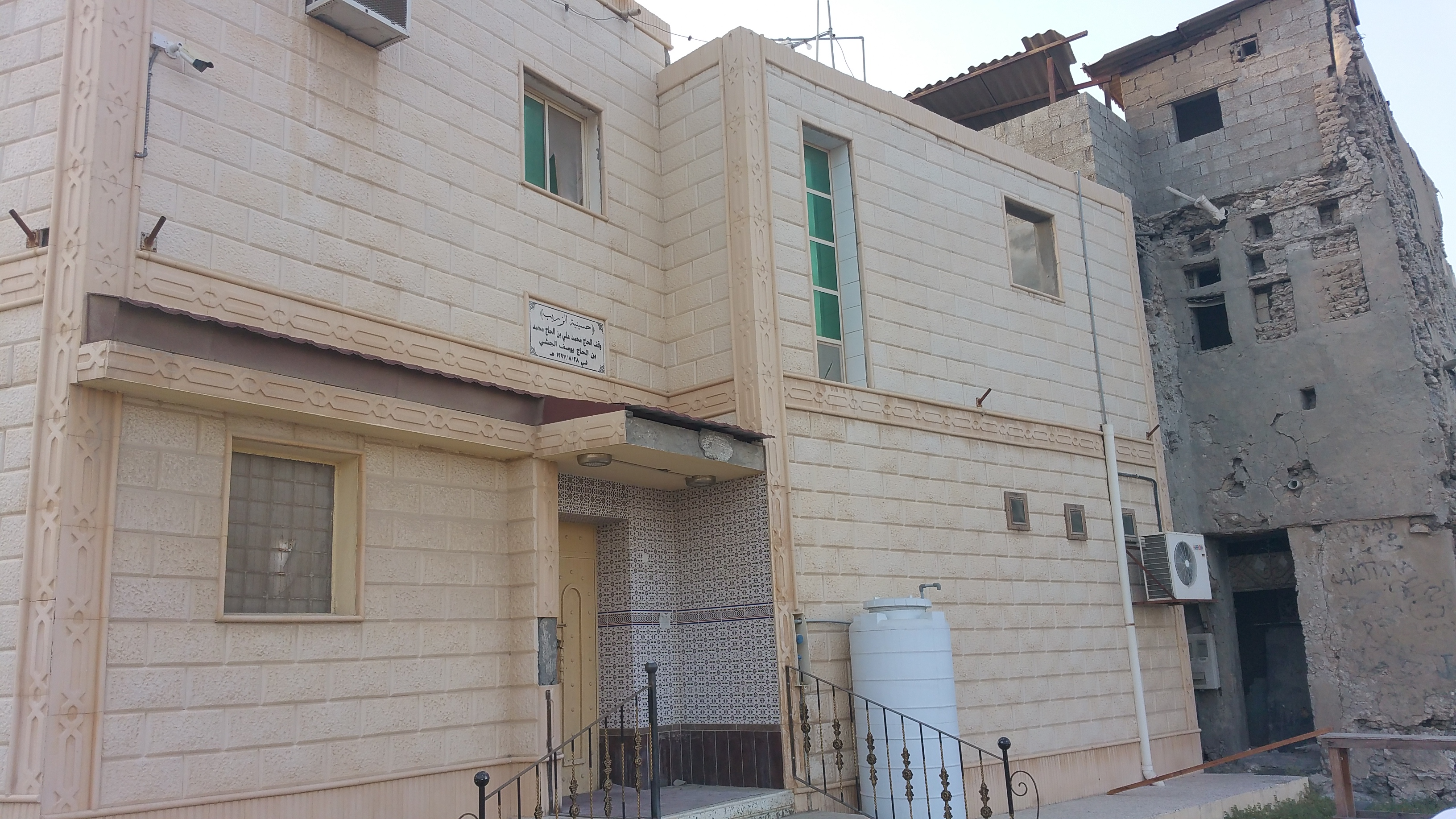
منظر لواجهة حسينية الزريب بعد تجديدها، لمؤسسها: محمد علي محمد يوسف الجشي ويعود تاريخ تأسيسها للثامن والعشرون من شهر شعبان، 1297هـ.
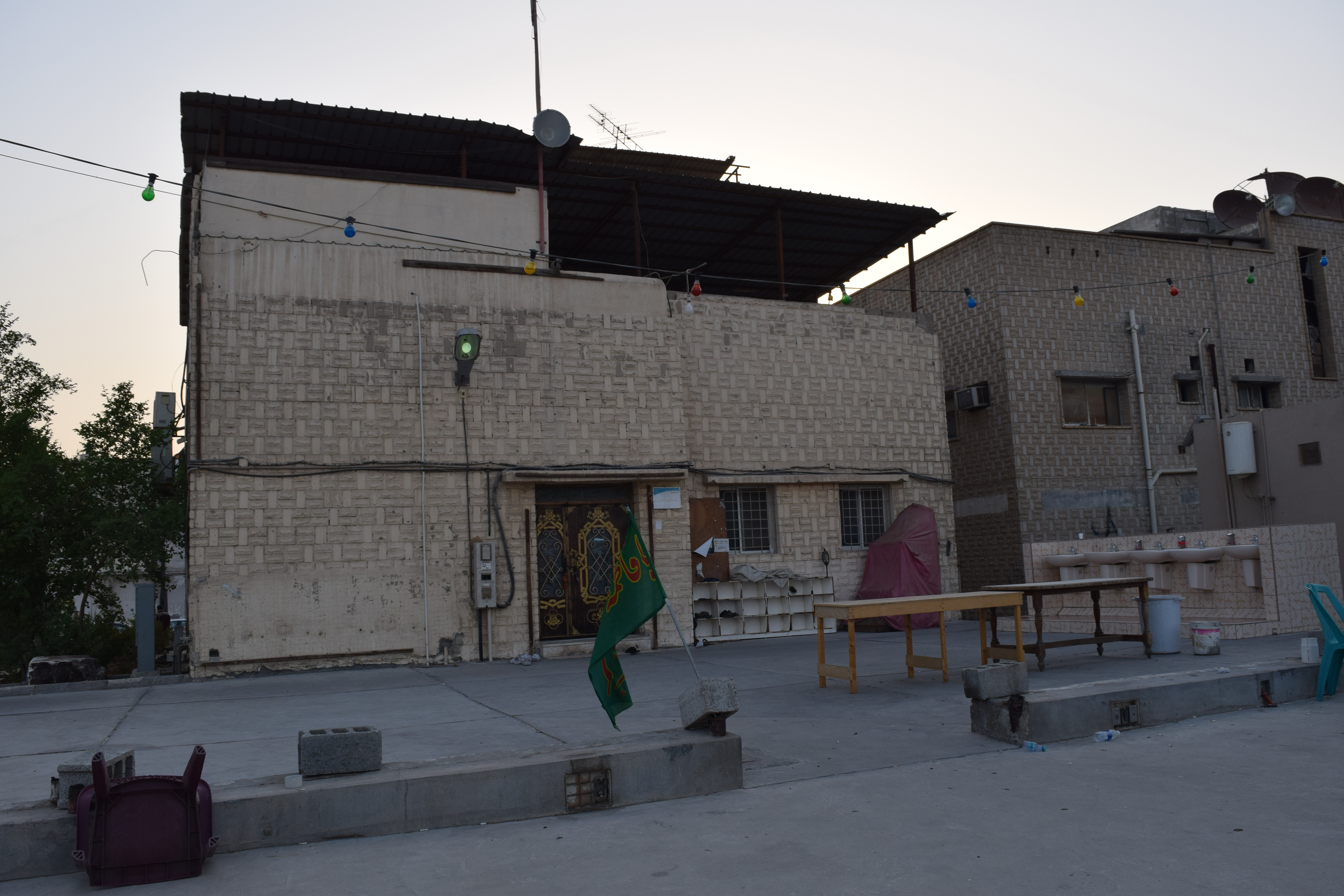
منظر لواجهة مسجد المسألة بقلعة القطيف.
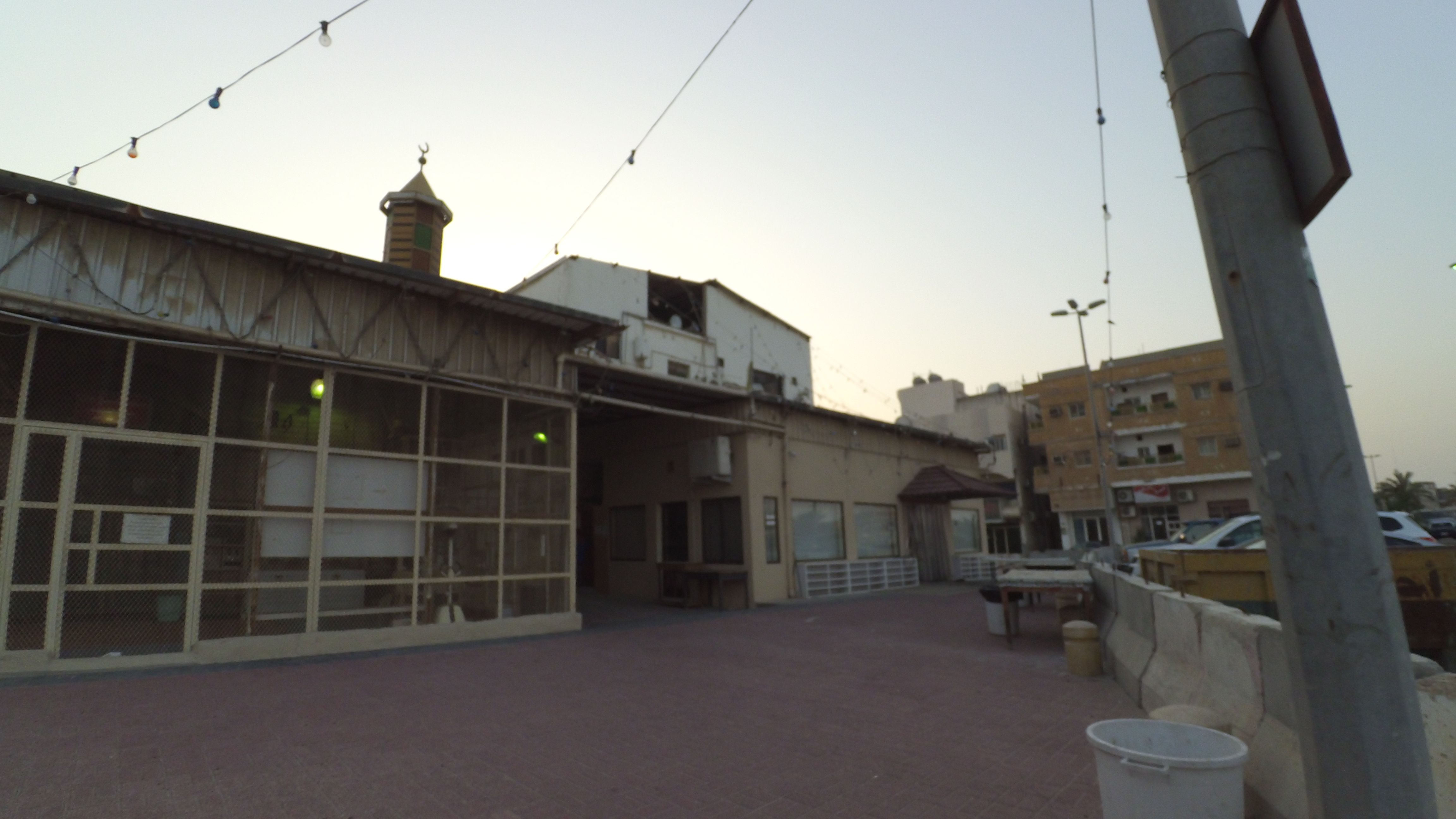
واجهة إحدى مساجد قلعة القطيف.

كانت المساجد والحُسينيّات أكثر المرافق بروزاً في القلعة فقد كان في القلعة 11 مسجداً أشهرها: جامع المنارة، ومسجد الراجحية، ومسجد الخان، ومسجد السدرة، ومسجد البرودة، وأقدمها هما جامعا المنارة والسدرة، حيث يرجع تاريخ بناء جامع السدرة إلى القرن الثامن الهجري كما كُتب على لوحة حجرية مثبتة بمدخل منارته المستديرة البالغ علوّها 30 متراً، وكانت تُشرف على الحاضرة وضواحيها، واستعملت سابقاً لأغراض استطلاعية حربية، وقد أصيبت المنارة بقذيفة مدفع فتحطم جزؤها العلوي سنة 1871م أثناء الاحتلال التركي، ثم رممت البلدية الجزء المتحطم منها في عهد الملك عبد العزيز، واستخدمت للإنارة؛ فكان يُعلق في أعلاها مصباحاً من الغاز بقوّة 400 شمعة. ويُعتقد أن تاريخ بناء جامع السدرة يرجع إلى زمن أبعد من ذلك حيث يحتمل البعض كونه معبداً قديماً، وقد كان مهجوراً ومتداعِ البنيان، قبل إزالته، أمّا الآن فقد أزيلت المأذنة كما أُزيل الجامع القديم، وجُدد بناؤه.

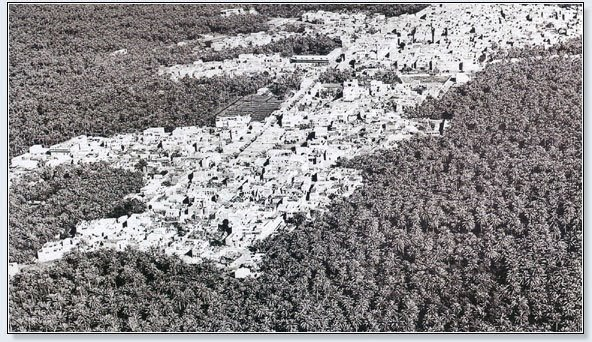
منظر جوّي يُظهر بعضاً من أحياء القطيف، منها: الشويكة، الكويكب، الدبابية، وغيرها... ويظهر الجزء الجنوبي من قلعة القطيف في أعلى الصورة. التقطت الصورة عام 1955م.

#### الكوت
هو حصن صغير في مكان محصور من القلعة مُحاط بسور خاص به، يقع في الزاوية الشمال شرقية وله بوابتان إحداهما من الشرق على الشارع خارج السور، والأخرى من الجنوب هي مخرج من هو في داخله. وكان قلعة دفاع في عهد الحكم العثماني حتى اتّخذ في عهد الحكم السعودي محطة إرسال لاسلكية لإرسال واستقبال البرقيات ومكتباً للبريد، فأقيم داخله دوائراً حكوميّة لموظفي البرق والبريد وسكنّاً لمدير اللاسلكي، وكان أول مدير له هو السّيد حسين ناس وقد كان حجازيّاً ظلّ في القطيف سنين طويلة.

#### البراحات
كان يتّخذ الأطفال الساحات والمُتّسعات الواقعة أمام المنازل مواقعاً للتجمّع وممارسة اللُعَب الشعبية، منها: التّيلة، يحموه، خاست، عندي، وغيرها. ومن البراحات الشهيرة في قلعة القطيف: الجامع وهو موقع ساحة متوسطة المساحة تقع في حي الخان، وكانت تجتمع فيه يومياً من الصباح الباكر حتى الظهيرة بائعات الحليب واللبن، وبعض أنواع الفواكه، حسب موسمها، فمنها الرطب وقبله الخَلال، والريحان والرازقي وهو الفُل، وبيض الدجاج. وبراحة الحليب وتقع في حيّ الخان، وتُخصصّ لتكون سوقاً عصر كل يوم في شهر رمضان، وكانت من أكثر الأسواق ازدحاماً بالباعة والمشترين آنذاك، وتُباع فيها مختلف المواد الغذائية من الحبوب، والدواجن، والحليب، والبيض، وغيرها. وأخيراً، براحة الخيل وتقع بين حييّ السدرة والوارش.

#### الآبار

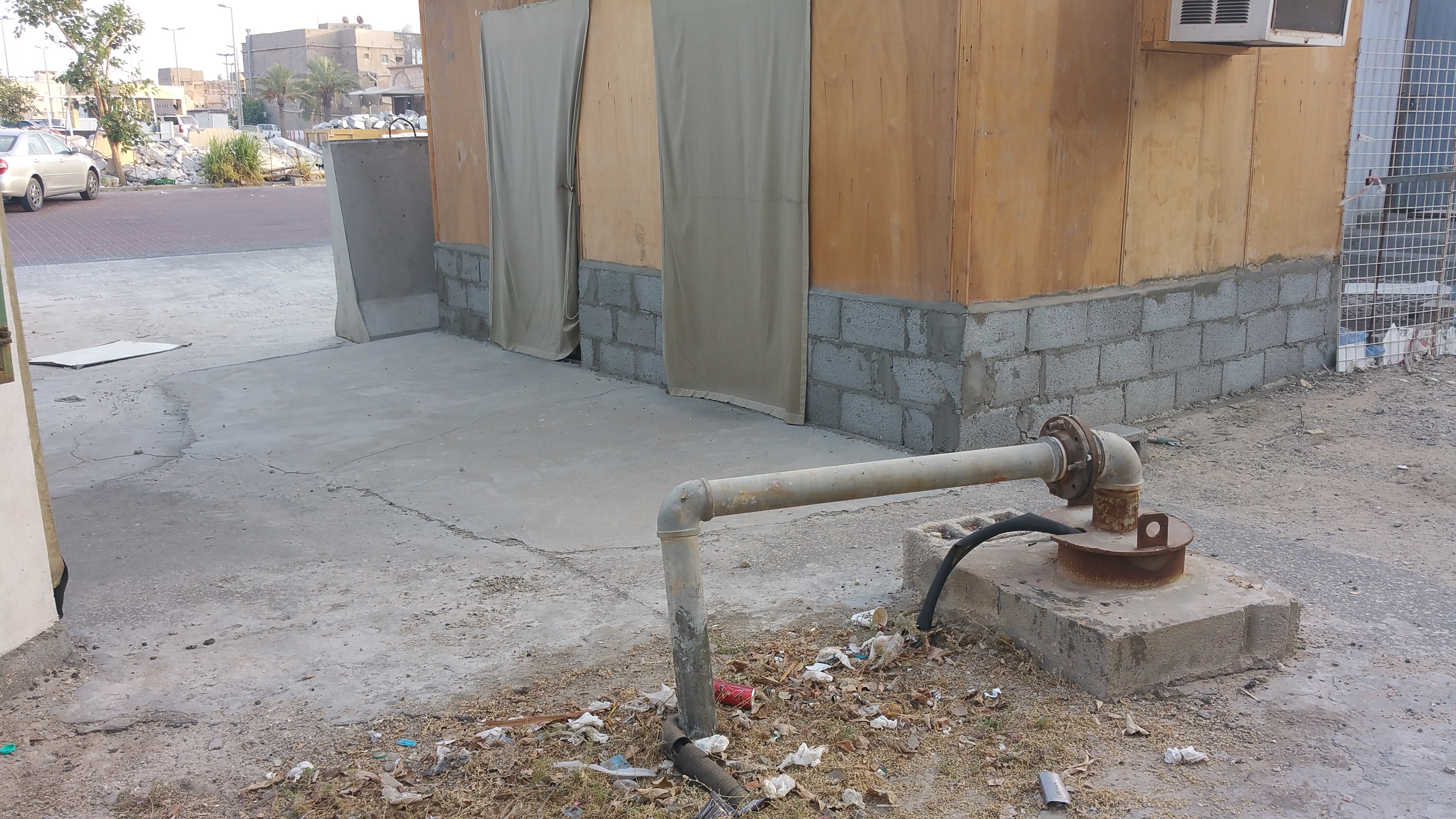
صورة لأحد آبار القلعة في السابق، وبعد أن غار ماؤها أصبح استخراج الماء بالمضخة.

كانت القلعة مليئة بالمياه الجوفية المتدفقة، وقد حُفرت العديد من الآبار بجوار المنازل، من ضمنها:
- بئر الخان: وهو بئر غزير ذو حوض وحواف صخرية ماؤه ضارب للمرارة وهو للعامة من الناس[11]، ويقع في نهاية أرض مستطيلة الشكل، وله مدخل مفتوح من الغرب ومدخل من الجنوب[11]، وله أعمِدة أربعة موصولة ببعضها بجسور مفتوحة من الأعلى والجوانب، وكثيراً ما تزدحم فيه ربّات البيوت في فترة النهار وأول الليل حتى صلاة العِشاء؛ وذلك لما يمتاز به ماؤه من النظافة، والغزارة والقرب.[5]
- بئر الجبَلة: وهو بئر عام ماؤه ضارب للملوحة ويقع في حيّ السِدرة[ملاحظة 13] وهو مخصص للشرب فقط، ولا تُغسَل فيه الأواني والفُرش وتتزود منه أرباب السفن لنظافة وعذوبة مائه.[ملاحظة 14][5]
- بئر مُغيبوه: وهو بئر ذو حوض مسقوف وهو من أجود الآبار، يستقي منها معظم سكان القلعة، ويقع في زاوية أحد السوابيط وحوضه مسقوف ويكاد لا يُرى ماؤه لظلمته ولبعد ما في متناوله بسبب العمق فيما بينه وبين حافّة سطحه، وفوّهته مقسومة بجِدار في الوسط فنصفه الجنوبي في الشارع ويستعمل هذا القسم العامّة من الناس، ونصفه الشمالي داخل أحد المنازل.[5]
- بئر براحة الخيل: وهو بئر مكشوف وضحل، يُستعمل للغسيل، ويقع بحي الوارش.[5]

إضافةً للآبار فقد كانت تتدفق ينابيع المياه في القلعة، ومنها ما هو في حي الوارش، حيث يوجد به ينبوع ماء تتدفق منه المياه وتسيح على الأرض فيسقي النخيل الموجودة في الحي، ثُم يتجه شمالاً ويصب في البحر، وأُنشئ له قناة حتى تتجه مياهه إلى بركة مسجد الأمارة شرقاً، ومن ثم تواصل مجراها إلى البحر.

### المنازل السكنية

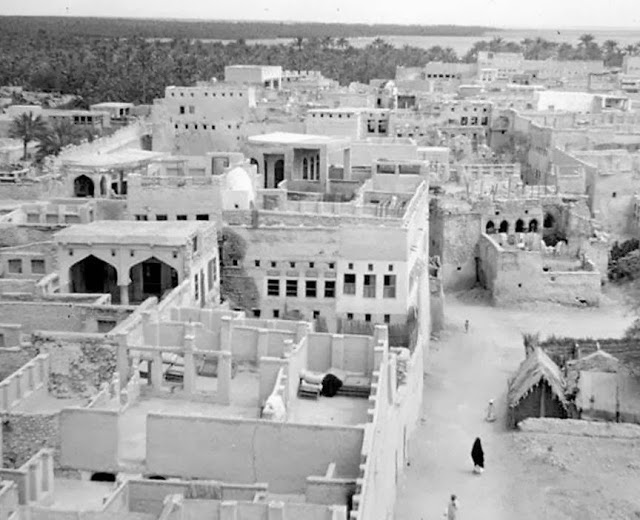
منازل قلعة القطيف، ويظهر في أعلى الصوّرة غابات من النخيل والبحر تحيطها على امتداد البصر. التقطت الصورة من داخل قلعة القطيف. تاريخ التقاطها غير معروف.
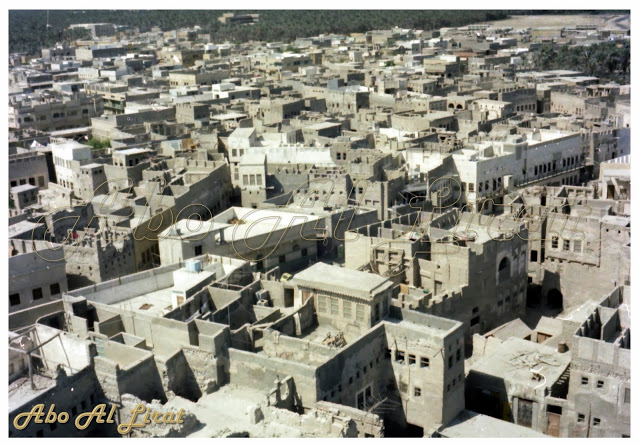
أحياء ومنازل قلعة القطيف قبل إزالتها. لاحظ وجود تقسيماتٍ غير مسقوفة في سطوح المنازل والتي تُسمّى محلّيّاً بالـ"عُرَش".
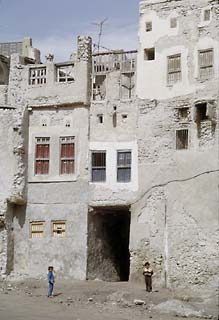
منزلان في قلعة القطيف يتكونان من 3 طوابق يصل ممر فيما بينهما، وتحتهما ساباط، تعود الصورة لعام 1975م.
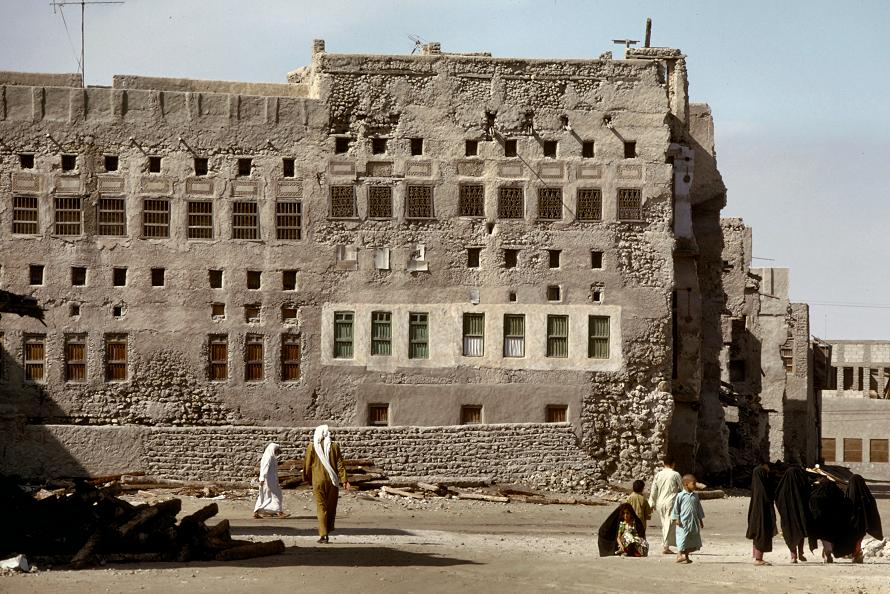
أحد المنازل الكبيرة في قلعة القطيف، ويظهر في الصورة سُكّان يتجوّلون حواليها. تاريخ الصورة يعود إلى عام 1975م.
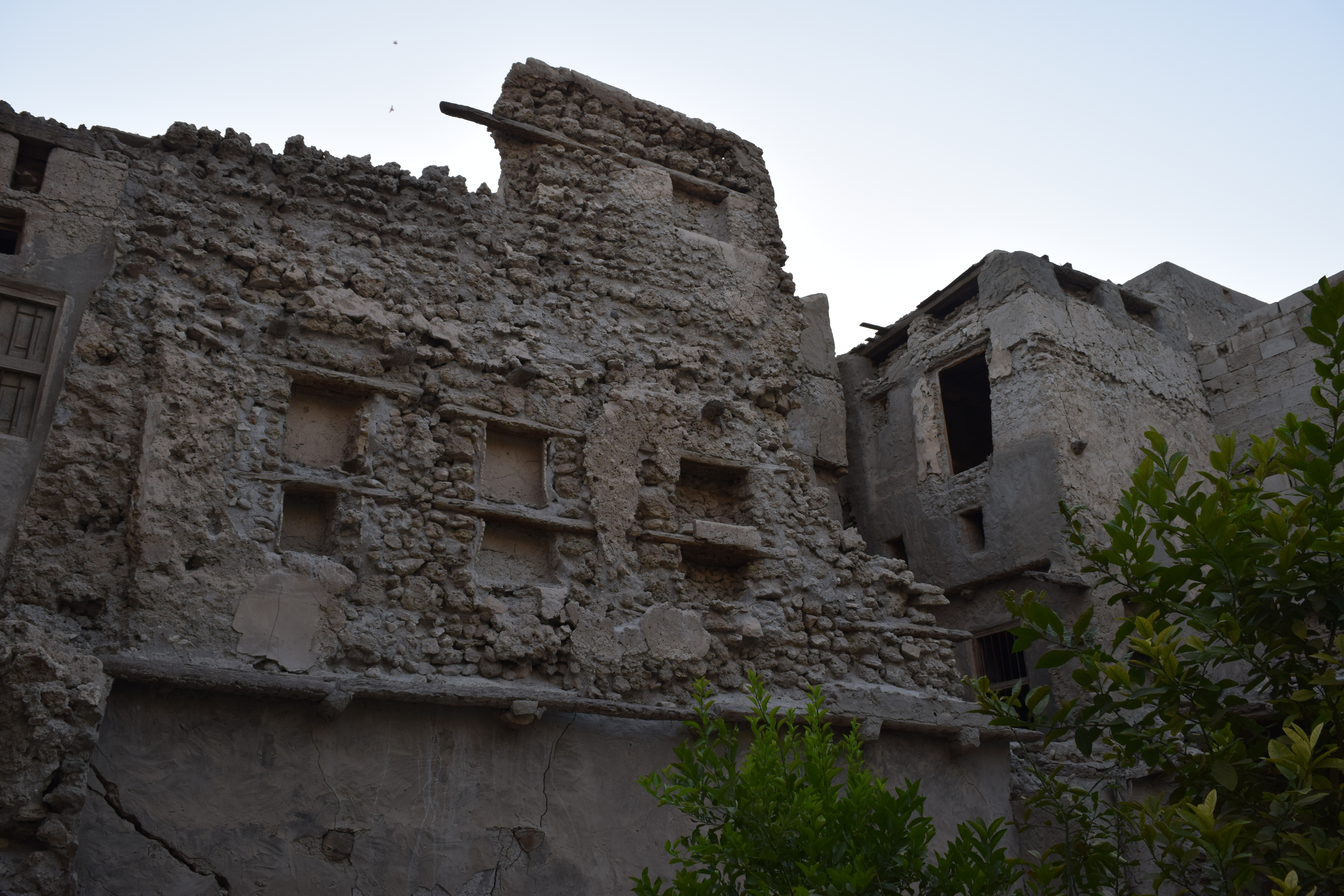
صورة بتاريخ 8 تمّوز، 2017م لجانب أحد المنازل في حي الزريب، ويظهر فيه تشكيلات معمارية توضّح اتّصاله والتحامه بالمنازل بجواره قبل هدمها.
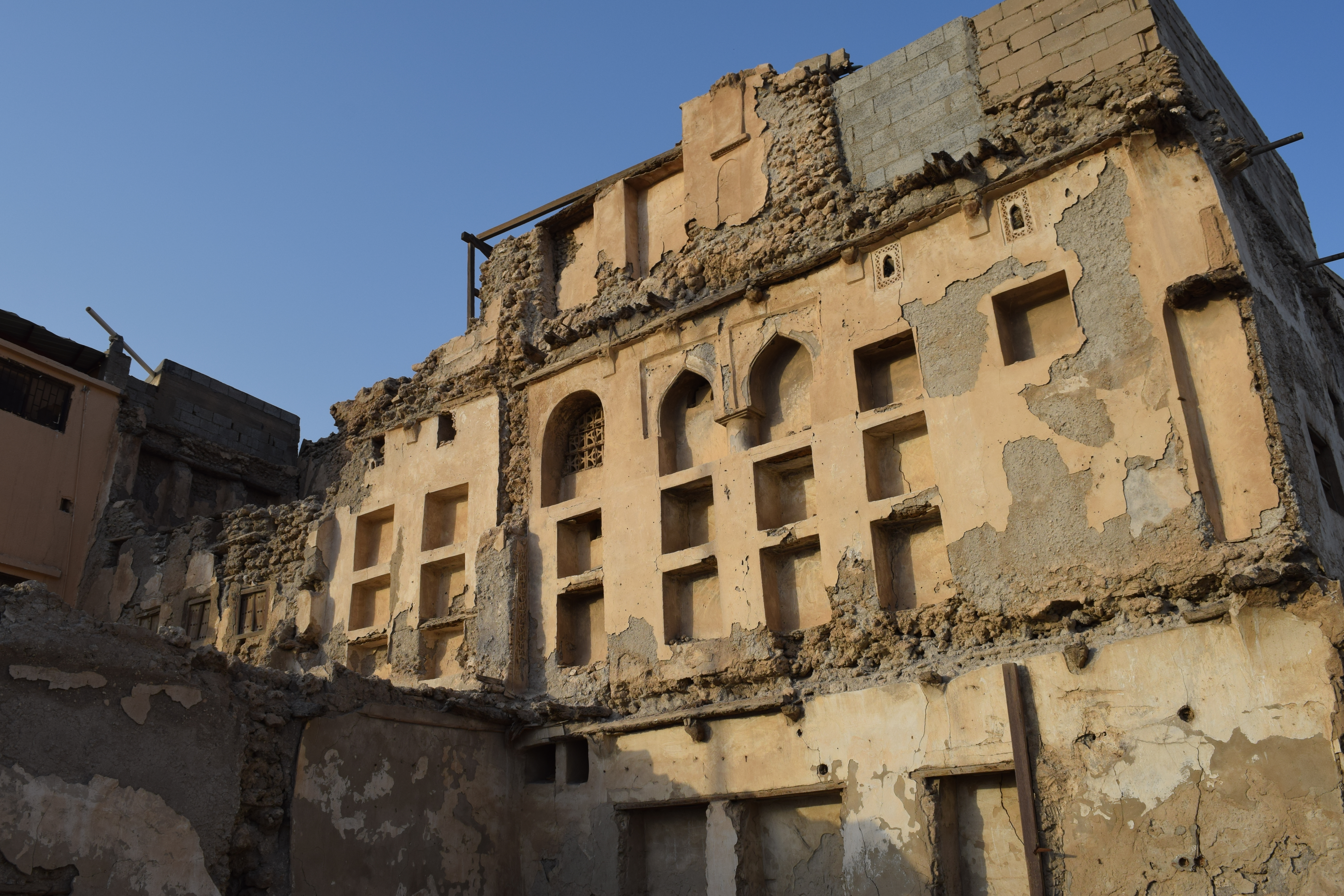
جانب أحد منازل قلعة القطيف بتاريخ 8 تمّوز، 2017م.
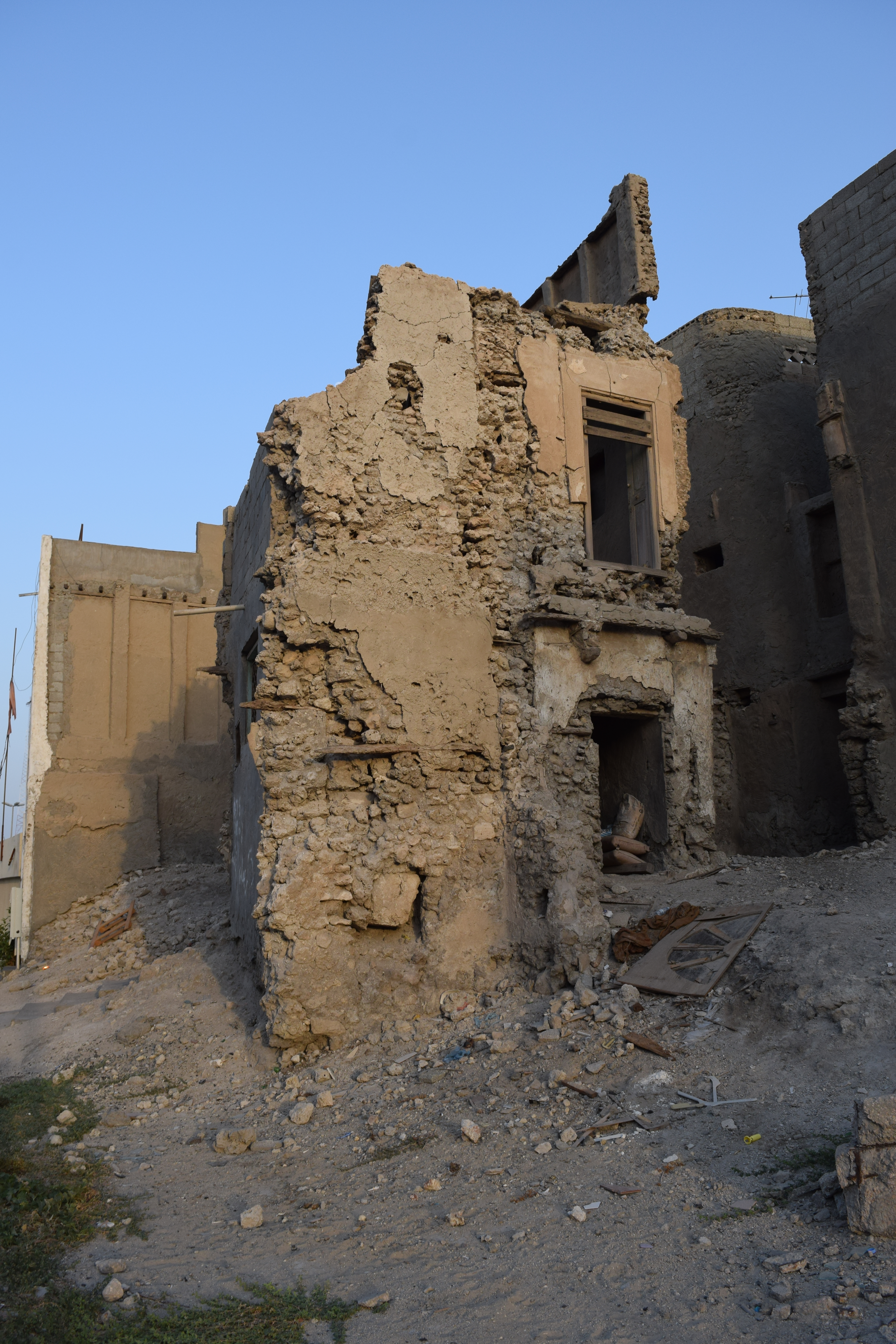
جزء من منزل بتاريخ 8 تمّوز، 2017م يُظهر عمليّة القصّ والهدم للمنازل بجواره.

تُبنى منازل أحياء القلعة داخل أسوارها من أحجار البحر والجص، كان طرازها قائم على فكرة تُعرف بـ«السافات» وهي رصف طبقة إسمنتية؛ ثُم أخرى حجرية، يُقسم بعدها الحائط إلى جدار مصمت وصلخ، ثُم يختم بما يعرف بالرباط. كانت تبلغ مساحة البيوت تقريباً حوالي 200 متر مربع، وكان أغلبها متراصّاً ومُتّصلاً مع البعض الآخر فاستُغِلَّت السوابيط أو الزرانيق الواسعة لبناء حجرة فوقها لأحد المنازل، وتُسمى هذه الحُجَر بالصابات التي امتازت بتنوعها وتشكيلها على شكل أقواس مزخرفة. كانت تُستَخدَم في المنازل جذوع النخيل لبناء أسقفها وخشب الجندل لأسقف المجالس الكبيرة والفاخرة إلى جانب بناء السقوف من الجذوع المسجنة، والباسجيل، والجريد وغيره... وكانت من بعدها تُغطى بالبارجيل والحصير ثُم يُسقّف عليها. وتنصرف من بعض بيوتها فضلات المياه إلى البحر مباشرة عبر جدول مسقوف ومُحكم البناء تحت الأرض يمتد من المنزل إلى البحر. وقد كان يعتمد سكان القلعة على الشمعة والفانوس في الإضاءة، ويزودونها بوقود مشتقات النخلة من سعف وكرب وتليل وليف، ولم تَكن هناك وسائل تهوية سوى المراوح اليدوية المُكوّنة من سعف النخيل، وتبعاً لذلك فقد كانت غالب جدران منازل القلعة تُبنى بالغة السَُمْك من الجص، حيث يصل عرض أساساتها إلى نصف المتر حتى تحتفظ ببرودتها أيام الصيف الحارّة.
كان يسكن القلعة في البداية صيّادو الأسماك ومع الوقت، ومع مرور أحداث تاريخية التي أدّت إلى انتقال عدد من سكّان القطيف إلى القلعة للسكن بها، فقد عمرت القلعة بالمنازل والسُكّان، وكانت أكثر منازل القلعة تتكون من أدوارٍ ثلاثة: الأول وهو الدور الأرضي وفيه مستودعات الحطب ومستودعات التمور ويُخصص قسم منه إلى دورٍ للاستراحة أيام الصيف وغالباً ما تكون مظلمة، ودورٌ ثانٍ يضم غرف النوم وغرفة مجلس النساء، وخدمات المنزل من مطبخ ومخزن، ودورة مياه ومسبح، وأخيراً مُسطحات صغيرة لأواني المياه الكبيرة وغالبا ما يُثبّت لها خشبة في الجدار في زاوية المسطح على ارتفاع متر تقريباً يوضع عليها الحِب أو الجحلة التي هي أكبر حجماً وأكثر استعمالاً، أما الدور الثالث ففيه سطح المنزل للنوم فيه أيام الصيف، وغالباً ما يُقسّم السّطح إلى غرف غير مسقوفة تُسمّى العُرَش جمع عريش، وتُنصب فيها الأسِّرَّة والمُهود والأقفَاص المصنوعة من جريد النخل، وقسم من السطح تُبنى فيه أحياناً غرفةً أو غرفتان وتسمى خَلوة، وغالباً ما تكون نوافذها من الشرق والجنوب لاستقبال الهواء فتكون باردة ومريحة لارتفاعها العالي واستقبالها أقل هبوب من الهواء. وكان أغلب من يملك البيوت ذات الثلاثة طوابق التُجّار وذوي الدّخل العالي، والّذين كانوا يزيدون منازلهم الفاخرة فراهة، فكانت جدرانها مليئة بالزخرفة من الأقواس والزخارف الجصية، والرياش الفاخر، والأثاث الثمين والمُعلّقات المتنوعة ذات القيمة العالية، بل وكان درج بعض البيوت صخور منحوتة ملساء كالرخام، وأسرّة غرف النوم من الخشب ذو الجودة العالية الّذي يُستورد من الهند وأفريقيا، والصناديق من خشب الساج أو النبك المطعمة بالفضة والمنقوشة، وبعضها مُطعّم بعاج الفيل، وعليها الصواني مملوءة بالتحف وأباريق ماء الورد وقوارير العنبر. والقناديل بأنواعها الثمينة، ووسائل الإضاءة مثل الفوانيس والشموع كانت تملأ أرجاء المنزل. وقد كان أهالي القطيف وتاروت والعوامية هم من يبنون المنازل بأنفسهم، من أشهرهم علي بن حبيب الغانم.
كما كانت تُستعمل العديد من الأباريق والأواني التي أطلق عليها الأهالي مُسمّيات عدة، فقد كان يُعلّق على حائط فسحة البيت الخوان، السفرة، والجراب، وتُصنع من خوص النخل لحفظ النوى وعظام السمك طوال الأسبوع حيث يجمع فيه ويباع يوم الخميس. وثمة أوانٍ أُخرى تُستعمل داخل المنازل منها:
- السماور الكبير: وهو إناء كبير تصل دائرة بعض أنواعه تبلغ نصف المتر وعلوّه مع كرسيه يصل إلى 1.2 متراً، ويُوضع في حمام غرفة النوم ليسخن الماء لأجل الاستحمام.
- السماور الصغير: وهو مخصص للشاي.
- المصخنة: وهي جرّة نحاسيّة كبيرة مخروطية الشكل، وتستعمل نفس استعمال السماور، وأحياناً تحل محلّه.
- البلِاَّلة: قطع من الخشب (ثلاث أو أربع) تُربط ببعضها بالمسامير على شكل مثلث أو مُربّع وتُعلّق في سقف صحن المنزل بحبل إلى الحد الذي تصله يد الرجل أو المرأة ويُوضع بها قُفف اللحم أو قدور الأكل الصغيرة، وذلك إبعاداً لها عن القطط والحشرات.
- المال مالي: ويُسمّى أحياناً المالج، هو قطعة قماش بيضاء تَجمع ماء المطر للشرب، وتأخذ الشكل المربّعي وأحياناً تكون مستطيلة يتراوح طولها بين 3 أمتار وبعرض 1.5 متراً. تُعلّق في السطح مشدودة إلى الجدران من أطرافها الأربعة بخيط طويل قويّ بحيث تتوسط السطح، وتُوضع في وسطها حجرة ثقيلة نظيفة حتى تكون جوانبها منحدرة، وأسفلها قدر كبير لجمع مياه المطر ومن ثم حفظه في أوانٍ زجاجية كبيرة محاطة من الخارج بغلاف من الخوص أو الخيش لوقايتها من الكسر، وتُسمّى قرّابية وجمعها قرّابيات.

كان السكن في القلعة في منزل مشترك، يسكنه مجموعة من الأشخاص من عائلة واحدة. ونظراً لتطور نوعية المسكن أخذت الأنواع القديمة تتضاءل نسبتها نتيجة للزيادة السريعة للأنماط الحديثة، بالإضافة إلى انهيار المباني القديمة، وإزالتها، لتحل محلها المباني ذات النمط الحديث، وبالرغم من أن المباني القديمة لم تندثر تماماً، وما زالت قائمة، إلا أنها قليلة من حيث الكم، ومعظمها غير مسكون. ويرى باحثون أن سبب صمود ما بقي من القلعة من منازل يعود إلى مادة الجص المقاومة لعوامل التعرية، وقد امتَدّ هذا النمط من البناء حتى بداية السبعينيات من القرن العشرين إلاّ أنه انتهى مع بداية دخول صندوق التنمية العقاري، حينها ترك الناس ما يسمى بالبناء العربي.

#### بيت الجشّيّ
بيت الجشي أو بيت آل الجشي هو واحد من آثار قلعة القطيف المُتبقّيّة وأشهرها. هو منزل يتجاوز عمره 400 سنة ومُكوّن من خمسة طوابق كانت تسكن فيه عدّة عوائل، كلّ عائلة لها شق من المنزل، حيث تجتمع الشقق في فناء واسع مفتوح مُتمركز وسط البيت. استمّر السكن في بيت الجشي حتى بدايات القرن الواحد والعشرين.

## العادات والتقاليد

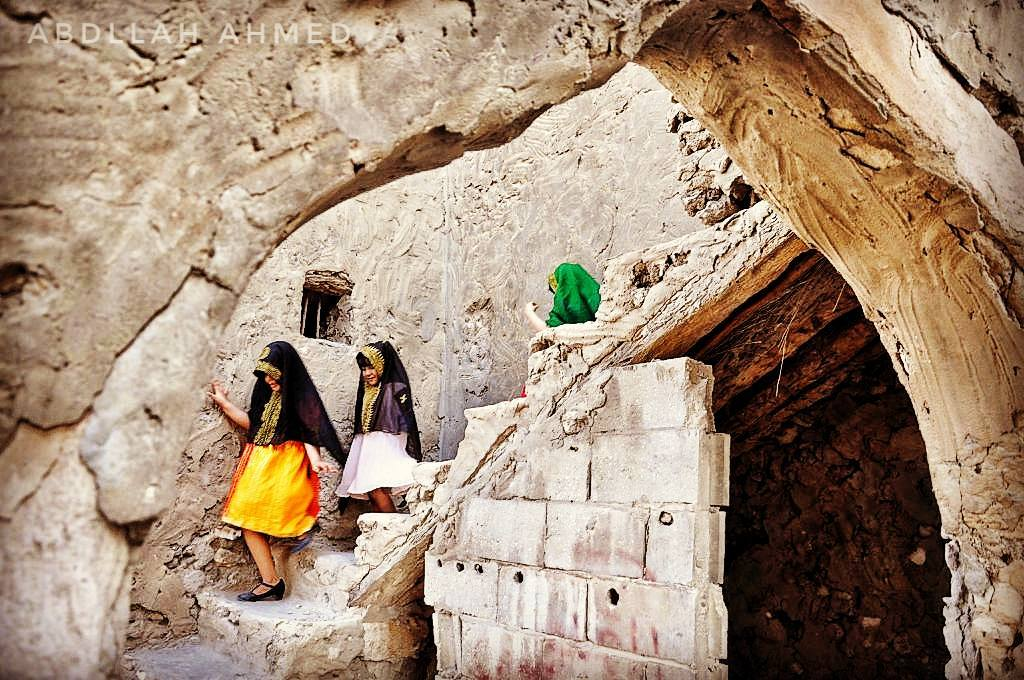
أطفال يرتدون الزي التقليدي في مناسبة الكريكشون، في أحياء القلعة، الصورة تعود لتاريخ حديث.

كان تقليد إطلاق مدفع الإفطار في رمضان مُتداولاً في القلعة، كما كان يُحتفل في ليالي منتصف شعبان ورمضان بالكريكشون، وأيضاً اليوم الأخير من شعبان المُسمّى محلياً يوم القرش وتطلق فيه السوق الرمضانية اليومية في براحة وسط حي القلعة بالقطيف يفد إليها الناس من الضواحي بمنتجات الأرض الطازجة من الخضار والفاكهة الموسمية والحليب والبيض الطازج بعد العصر، فيشتري منه الناس احتياجاتهم ويلتقي فيه الأطفال والشباب وينتهي بانتهاء شهر رمضان.

## التاريخ
```
الحمد لله الذي أقام تشييد هذه القلعة
```

```
الميمونة حرسها الله من العدوان بهمة
```

```
الملك الهمام القائم بأمور الإسلام علي
```

```
باشا دام إقباله في سنة تسع وثلاثين وألف
```

تقوم مدينة القطيف الحديثة في موقع المدينة القديمة التي يردّها المؤرخون إلى ما يزيد على 3,000 سنة قبل الميلاد، ويستدلون على ذلك بالآثار والخرائب التي وجدت في ذلك الموقع على أن مدينة القطيف المعاصرة مترامية الأطراف، بخلاف المدينة القديمة (القلعة) والتي لم تعد سوى حي قديم من أحياء المدينة المعاصرة، التي كانت ذات أبنية متلاصقة وطرق ضيقة.
اتّخذت قلعة القطيف منذ أن أسست من قبل الساسانيين قاعدة عسكرية دفاعيّة ومن بعدهم العثمانيّون حاميةً لهم، وفي إحدى الفترات مستودعاً للبضائع ومخزناً للتوابل والعطور الواردة إليها من جزيرة تاروت وذلك لمناعتها ولاتصالها مباشرة بالسوق، حتى تحولت فيما بعد مقرّاً للسكن وأصحبت حاضرة لمنطقة القطيف.

### الدّولة الساسانيّة

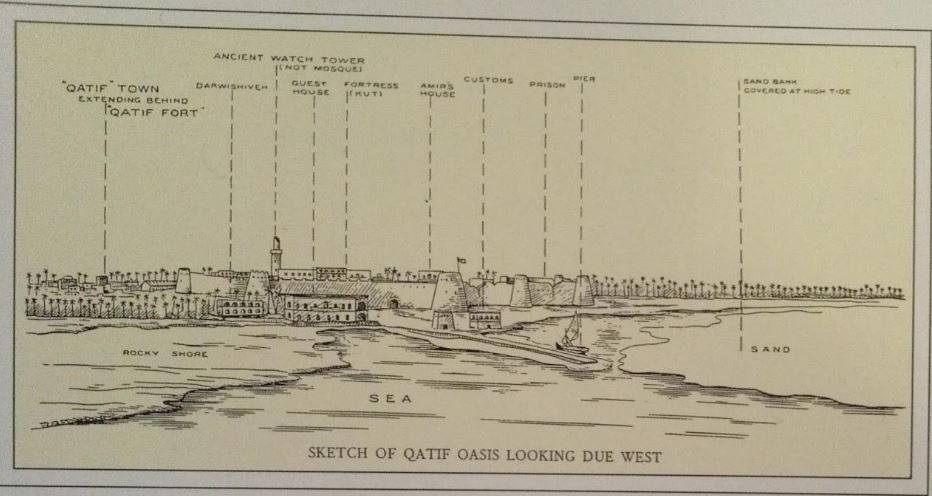
القلعة من الجهة البحرية كما تظهر في إحدى الرسمات التي تعود للعصر البرتغالي.

يعود تاريخ تأسيس قلعة القطيف إلى القرن الثالث الميلادي في العهد الساسانيّ فقد تأسست على أنقاض مدينة الخط التي أنشأها أردشير بن بابك في النصف الأول من القرن الثالث الميلادي.، حيث يذكر ياقوت الحموي أن الفرضة كان يسكنها بنو عامر بن الحارث بن عبد القيس ويذكر الطبري أن أردشير بن بابك (226-241م) مؤسس الدولة الساسانية قد بنى مدينة بهذا الموقع؛ فيُعتقد بأن الفرضة هي مدينة الخُط الّتي بناها أردشير الأول، وكانت من المدن التي بناها للتحصينات العسكرية وقد اتّخذ قلعة القطيف حصناً للدفاع وقاعدةً عَسكرية لوقوعها على الساحل مباشرة، كما هو شأن البرتغاليين حين استعمروا هذه المنطقة حيث كانت تقع حامياتهم قريبة من السّاحل كقلعة تاروت. كما تدل الأسماء التي علقت بها قبل أن تُهدم على أن تلك المدينة هي القلعة ذاتها. وانتقلت إليها الحاضرة من الأهالي والمنازل بعد أن كان يسكنها بنو عامر بن الحارث بن عبد القيس؛ وذلك لتدمّر مدينة القطيف القديمة التي كانت تبعد عن الساحل مسافة كبيرة من قبل عاصفة، فانتقل سكانها إلى موقع قلعة القطيف والذي يُسمّى محلة الصيادين سابقاً، فعمّروه وأرّخوا هجرتهم بكلمة حجرة والتي تعني بحساب الجمل سنة 216هـ، ثم تركزت هجرة السكان فيها أكثر بعد تدمير الزارة سنة 283هـ على يد أبي سعيد الحسن بن بهرام الجنابي.

### الدّولة العُيونيّة
عندما بلغت القطيف أوج ازدهارها إبان حكم الدولة العيونية اتّخذها بعض الأمراء العيونيين مقرّاً لكرسي حكمه، وكانت تقع دار إمارتهم شمال القلعة.

### الدّولة العُثمانيّة
تدل الكتابات المحفورة على لوحة حجرية بدروازة باب الشمال على أنها أعيد بناؤها على يد علي باشا في عهد السلطان سليم الثاني العثماني في سنة 1039هـ بعد اندحار البرتغاليين من المنطقة، وكُتب تاريخ اللوحة بحساب الجمل بكلمة محفوظة، ويُعتقد أيضاً أن هذه اللوحة الحجرية كانت الحجر الأساس الذي وضعه السلطان سليم الثاني لإعادة بناء القلعة. كما كانت توجد وثيقة أخرى، وهي لوحة حجرية أخرى مماثلة لها عند مدخل منارة جامع السّدرة، كُتِب عليها تاريخ بناء المسجد الذي يعود تاريخه إلى القرن الثامن الهجري. وقد وصفها أبو الفداء في كتابه تقويم البلدان بالقرن الثامن الهجري بقوله:
| قلعة القطيف                                         | ...وعن بعض أهلها قال: للقطيف سور وخندق، ولها أربعة أبواب، والبحر إذا مدَّ يصل إلى سور القطيف... | قلعة القطيف |
| — أبو الفداء إسماعيل بن محمد بن عمر، تقويم البلدان. |                                                                                               |             |

وقد ظلّ وصف أبي الفداء مُطابقاً لحال قلعة القطيف حتى ستّينيّات القرن العشرين، وقد توارى الخندق أولاً ثُم أخذ السور في التداعي حتى أزيل تماماً.

وقبل أبي الفداء أشار إليها علي بن المقرب العيوني، في قوله:
| قلعة القطيف                                 | أقم صدرها قصداً إلى الخط واحتقب رسالة ودٍّ أنت عندي كتابها فحين ترى الحصن المعلَّى مقابلاً ويبدو من الدرب الشمالي بابها | قلعة القطيف |
| — علي بن المقرب العيوني، ديوان علي العيوني. | |             |

ويقصد بالدرب الشمالي: باب القلعة الشمالي، والمأخوذ منه اسم الحي المعروف إلى الآن باسم باب الشمال. وتُثبت رسالة برنالدين دوسوزا -هو أول قبطان برتغالي غزا القطيف- وجود القلعة قبل وصول البرتغاليين بقرون، فيذكر حمد الجاسر عن قلاع المنطقة الشرقية:
| قلعة القطيف                                                     | ...حين امتد نفوذ البرتغاليين على سواحل الخليج العربي، فاتخذوا فيه قلاعاً في الدمام وتاروت والقطيف... | قلعة القطيف |
| — حمد الجاسر، المعجم الجغرافي، المنطقة الشرقية (البحرين قديماً). | |             |

### الدّولة السّعوديّة الأولى
دخلت القطيف تحت حكم الدولة السعودية الأولى في جمادى الأولى لعام 1206هـ/ كانون الثاني، 1792م، بعد أن حاصر الأمير سعود بن عبد العزيز سيهات ودخلها وقتل نحو 1500 من أهلها، واستولى على ما فيها، وكانت كما يشير المؤرخ ابن غنام بأنها أموال لا تعد ولا تحصى، ومن ثم اتجه واستولى على عنك وقتل 500 من رجالها واستولى على أموالهم وممتلكاتهم، واتجه للقديح وقتل مجموعة من رجالها واستولى على ما فيها من أموال، فتهاوت له بلدان القطيف طائعة فاستولى على ما فيها من أموال، وثم حاصر قلعة القطيف، وقد لجأ إليها معظم سكان القطيف، وصالحه أهله على 3 آلاف زر ما يعادل خمسة آلاف حمر، ما يعادل 500 ليرة من الذهب، ويشير ابن بشير أن الأمير سعود بن عبد العزيز أزال جميع ما في القطيف من الأوثان والمتعبدات والكنائس، كما أحرق كتباً هائلة بعد أن جمعها خلال سيطرته على القطيف.

### الدّولة السّعوديّة الثانية
وصف الرّحالة الأوروبي جورج فورستر سادلير قلعة القطيف في شهر يونيو من عام 1819م بعد سنة واحدة فقط من إنشاء تركي بن عبد الله آل سعود للدّولة السّعودية الثّانية. كتب سادلير في مُذكّراته وصفاً لقلعة القطيف ومحاصيلها، والأسواق التي كانت تُعقد بجوارها وأحوالها التجارية وجاء بإحصائية تقديرية بعدد سُكّانها وما يدفعونه من ضرائب للدولة العُثمانية، وكان النّص كما جاء في مُذكّراته كالآتي:

الحادي والعشرون من حزيران-
"...وقد جعلني دُويّ بعض المدافع أعتقد بأنه على وشك أن يُغادر حصن القطيف..." 
إلى أن يُكمل إلى:

الرابع والعشرون من حزيران-
"...سأحاول أن أضع وصفاً صحيحاً للقطيف وللمنطقة التي تجاورها بقدر ما ستساعدني فيه ذاكرتي المعيبة: 
... يُوجد لحصن القطيف ثلاث بوابات، وهو على شكل مستطيل، ولأطول وجه فيه -وهو المتجه إلى البحر- قلعة عند أقصى زاوية باتجاه الشمال، وهي مزوّدة بنبع مائي جيد ويُعتقد أن البرتغاليين هم الذين شيّدوه. توجد بعض البيوت الجميلة داخل الحصن. أما بالنسبة لعمق الماء في مكان النزول هنا فيزيد عن عمقه في سيهات، وقد سبق الحديث عنه، ومع ذلك كان مزعجاً تماماً.
يُعقد عادةً سوق خارج بوابة الحصن الجنوبي كل خميس تتوفر فيه كميات كبيرة من لحم الضأن والأرز والتمر والسمك والبطيخ ذي الحجم الكبير (تزن البطيخة الواحدة ما بين أحد وثلاثة عشر كيلوغراماً)، بينما لا يُنتج القمح والشعير بالوفرة التي يُنتج فيها الأرز... أما التين فمتوفر بكثرة وذو نوعية جيدة. كما يزرعون بعض المشمش والمنجا والرمان والعنب والبرتقال والليمون. بينما يُرى الباذنجان والبصل والفاصولياء واللوبياء والفول في الحدائق التي تمتد إلى مسافة طويلة، وهي مطوقة بالصحراء من أحد جانبيها وبساحل البحر من الجانب الآخر وتُسقى كل هذه المزروعات من مياه الآبار، وعلى الرغم من أن التربة رملية فإنها صالحة لإنتاج كميات كبيرة من المحاصيل."
إضافةً لذلك فقد قدّر جورج سادلير عدد سُكّان قلعة القطيف آنذاك بـ4,000 نسمة كما ذكر بأنه لا يسكنها هندوس ولا مسيحيّون، وبيّن الضرائب المفروضة على سُكّان القلعة في جدول كتبه في مُذكّراته.
بعد وفاة الإمام فيصل بن تركي آل سعود، قرابة عام 1282هـ حدث خلاف حاد بين أبناء الإمام فيصل على السلطة، فانقسمت البلاد إلى معسكرين: الأول في الرياض بقيادة عبد الله بن فيصل آل سعود، والآخر: في الأحساء والقطيف بقيادة سعود بن فيصل آل سعود، ودارت بين أبناء الأمام فيصل معارك كثيرة نتج عنها اتصال الأمير عبد الله بن فيصل آل سعود بوالي بغداد أحمد مدحت باشا، الذي تحرك بقوة كبيرة برية وبحرية عام 1288هـ من البصرة يساندها حاكم الكويت الشيخ عبد الله آل صباح، وبالفعل استطاعت هذه القوات فتح جميع قرى القطيف، بما في ذلك قلعة القطيف، فيُذكر في تقرير قائد الحملة العثمانية الفريق محمد نافذ باشا المُحرر في 26 مايو سنة 1871م:

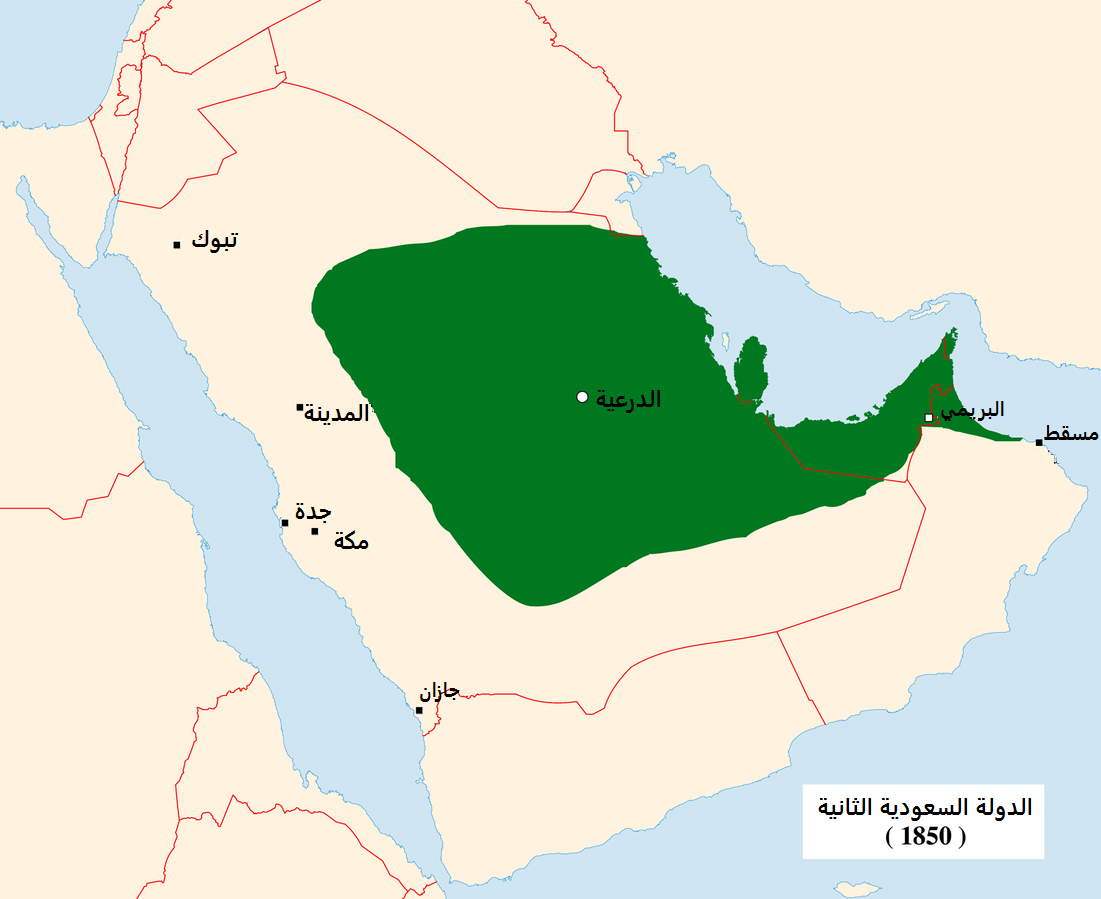
الدولة السعودية الثانية.

«...استؤنف التحرك نحو الدمام، وعند وصول العساكر الشاهانية أمام قلعة الدمام فرَّ عبد العزيز بن سعود منها، ليلا، وتمت مخاطبة» طحنون" - محافظ القلعة التابع لابن سعود - تحريريًّا عدة مرات؛ بخصوص إطلاق سراح محمد - شقيق عبد الله آل فيصل - المحبوس في القلعة، وتسليم القلعة، وإلا سيتم الاستيلاء عليها عنوة - بعون الله -خلال أربع ساعات، وبذلك تراق الدماء، وتتلف الأموال والأشياء، بينما لن يتعرض أحد للأذى في حالة تسليم القلعة، وقد رد المذكور بأنه إذا كان تم الاستيلاء على قلعة القطيف فإنه سيسلم القلعة بلا قتال، ويطلق سراح محمد المذكور. وبعد أن أكدنا له أن القلعة المذكورة أخذت عن طريق الحرب، قام بإطلاق سراح محمد آل فيصل، وتسليم القلعة، وعرض الانقياد والطاعة، وعلى الفور دخلت العساكر الشاهانية القلعة ورفع العلم العثماني عليها وأطلقت المدفعية إحدى وعشرين طلقة، وتم تأمين الأهالي على أرواحهم وأموالهم، وعلى الفور عوينت القلعة المذكورة، وهي سور من ثلاث طبقات كما أنها متينة وحصينة للغاية، وبأبراجها أحد عشر مدفعاً؛ تسعة منها مصنوعة من الحديد، واثنان من النحاس الأصفر، وقد تم الاستيلاء على ما فيها من ذخائر وبارود وأدوات نارية، وإيصاد أبوابها، كما تم التحفظ على الأسلحة والأرزاق وخلافه، الخاصة ببيت المال، وقد ترك فصيل من العساكر الشاهانية لحراستها، كما تم إخراج "طحنون«المذكور منها مساءً واصطحابه - هو ومحمد الفيصل المذكور - مع العساكر الشاهانية التي عادت إلى القطيف، وقد تم كساء المذكور بالخلعة اللازمة، وسنوافيكم بما سيحدث من أعمال وتحركات عسكرية...»
في عام 1249هـ قام حكام جزيرة البحرين آل خليفة بإرسال حملات بحرية من أجل ضم القطيف للجزيرة، فشنوا هجوماً على دارين واحتلوها حتى تمكنوا من السيطرة على كامل جزيرة تاروت، فقام عبد الله الغانم بتجهيز سفن لصد هجوم آل خليفة، وأمر أهل سيهات بأن يكونوا على أهبة الاستعداد للتصدي للعدو، وأن يجهزوا سفنهم، وتواعدوا على اللقاء في يوم معين ولكن تأخر أسطول عبد الله الغانم بيوم واحد، فتأخر عن الموعد المتفق عليه مع أهل سيهات فاشتبكوا مع العدو وحدهم فوقعت بينهم خسائر كبيرة، فظنوا أن عبد الله الغانم يريد الإيقاع بهم واتفقوا على الانتقام منه فذهبت منهم جماعة مسلحة لقلعة القطيف وهاجموا عبد الله واعتقلوه واقتادوه إلى سيهات وقتلوه، فخافوا من العقاب فقاموا بمراسلة آل خليفة لتسليم البلدة. وعندما علم الأمير تركي بما حدث، أرسل جيشاً بقيادة إبنه فيصل في العام نفسه لتأديب أهل سيهات ومحاربة آل خليفة، فحاصر بلدة المريقيب في غرب سيهات، واستمر القتال مدة طويلة، قتل فيه كثيرين من كلا الطرفين، في هذه الأثناء بلغت فيصل بن تركي أخبار تفيد بأن ابن عمته مشاري بن عبد الرحمن قام باغتيال أبيه واستيلاء الحكم منه، فانسحب من سيهات وذهب إلى نجد لمحاربته وترك البلدة تحت سيطرة عبد الله آل خليفة، فعين الأخير حاكماً عليها ورجع البحرين، ولما علم عبد الله آل خليفة بما حصل من حرب أهلية في نجد، صمم على احتلال كامل القطيف، ولكن حصل بينه وبين بعض أبنائه نزاع داخلي حيث كانوا يحاولون انتزاع الحكم منه، فانشغل بهم في حرب أهلية مما تسبب بضياع سيهات وجزيرة تاروت منه وعدم تمكنه من السيطرة على القطيف.

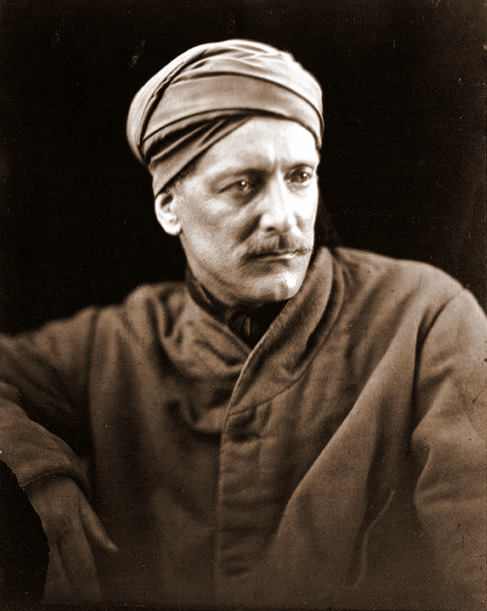
الإنجليزي ويليام بلجريف عام 1868م.

وصف الرّحالة والمؤرّخ الإنجليزي ويليام بلجريف قلعة القطيف من بعد الرّحالة جورج سادلير بعد وصوله لمدينة القطيف الأم (قلعة القطيف) بوصفه عند بوابتها الغربية، ووصف البوابة بأنها قوس عالِ من الحجر جميل الشكل،  ويتصل بها من جانبيها الأسوار والأبراج ولكنها كانت بحالة سيئة مفككة ومخرَّبة، ومدينة القطيف نفسها مزدحمة بالسكان، وكانت توجد على مقربة من تلك البوابة مقبرتان. كما نسب بناءها بسورها إلى القرامطة، وأن أسوارها ضخمة ومرتفعة وقوية وهي مبنية من الآجر والصخور وصلبة الدفاع ومحصنة بمدافع فوق السور وعلى بوابات القلعة، كما أن بعض المدافع متوجه نحو البحر، ومدخل القلعة له بابان وعلى جانبيه تتواجد الأبراج، ويوجد مقاعد مخصصة للجلوس خارج القلعة. وتقع القلعة عند أقصى طرف منحنى الخليج الصغير. وسور القلعة الخارجي مربع الشكل، كما توجد في السور الداخلي أبراج عالية عند الأركان، كما يوجد خندق حول القلعة، والبحر هو الذي يحمي الواجهة الأمامية للقلعة، ويقع قصر الحاكم المكلف من الدولة السعودية الثانية في الطرف الجنوبي الغربي من القلعة كما وصف بعض السفن الموجودة بالقرب من القلعة الراسية في البحر، ووصف إحدى السفن الكبيرة الموجودة بالقرب من تلك السفن، فيقول:
«... انتابنا خوف شديد منها وأنها واحدة من أسطول الأمير فيصل بن تركي أحد أمراء الدولة السعودية الثانية، وهي لمقاومة السفن الأخرى مثل أسطول البحرين وعمان وإنجلترا بل وكل هذه السفن مجتمعة التي تحاول مهاجمة المنطقة، كما أن أهل المنطقة ينظرون إلى هذه السفينة بكثير من الخوف، ولم يكونوا يذكرون اسمها إلاّ همساً، وكانت السفينة في تلك اللحظة تطوي شراعها، وربما نقدر أن نطلق عليها لوحدها «أسطول...
ويقع جمرك القطيف بمقربة من الشاطئ وهو كوخ مصنوع من جريد وسعف النخيل، وكان طويلاً وضيقاً، ومن أمام وبالقرب من الجمرك كانت هناك بيارات نخيل شديدة الرطوبة، ومستنقعات من المياه المالحة، وكان المشهد موحشاً. »
كما قابل بلجريف أمير القطيف والمعين من قبل الدولة السعودية الثانية الأمير فيصل وكان زنجيّاً تربى في قصر الأمير فيصل واسمه فرحات وكان فارع الطول يقدر عمره بخمسين سنة، وقدر بلجريف عدد الحامية السعودية المتواجدة بالقلعة ما بين 250 إلى 260 رجلاً، وذكر أن سكان القطيف يحملون العداء لهم. كما وصف الطراز المعماري للمنازل الهامة بذكره أن كثير من منازل القلعة يرجع إلى الطراز القرمطي أو يعود للدولة القرمطية وخاصة المنازل الفاخرة وهي قلة.

ومن بعد بلجريف زار المعتمد السياسي البريطاني المساعد في البحرين ج. س. جاسكن القطيف على ظهر السفينة الحربية الملكية سفنكس في يوم الثاني من فبراير 1902م، بناءً على أوامر الكولونيل كمبل، نائب المقيم السياسي في بوشهر، وقد وصف في إحدى رسائله قلعة القطيف وضواحيها، وكانت رسالته في السادس من فبراير، 1902م كالتالي:
"... لي الشرف بأن أرفع اليكم المعلومات التالية التي تمكّنت من جمعها أثناء زيارتي الأخيرة لمنطقة القطيف:
الجزء المأهول من المنطقة محصور داخل القسم الذي تغطيه بساتين النخيل الشاسعة التي تمتد إلى مسافة 14ميلاً على طول الشاطئ، وبعمق ثلاثة أميال باتجاه الداخل. أما جزيرة تاروت... وتقع على مسافة ميل ونصف تقريباً من الساحل على موازاة الشاطئ، فإنها تتصل باليابسة بواسطة عبارة عند الجزر على بعد حوالي ميل ونصف الميل من قلعة القطيف، وهي أيضاً مملوءة ببساتين النخيل...
... أما القطيف البلدة، فتعرف باسم القلعة، وتحيطها أشجار النخيل من كل جانب، باستثناء جزء صغير في الجزء الغربي، حيث تقوم قلعة منهارة ترتفع أسوارها إلى علو عشرين قدماً، ويقدّر عدد سكان القطيف بسبعة آلاف نسمة، في حين يقدّر حجم الضرائب التي يحصلها الأتراك بـ 12 ألف ليرة تركية سنوياً...
... للأتراك حوالي 60 من جنود المشاة، و40 من الخيّالة متمركزون في المنطقة وموزّعون في القرى. لا توجد بطاريات مدفعيّة أو مدافع حديثة، والمدفعية الوحيدة الموجودة لحماية القطيف لا تتجاوز مدفعين نحاسيين وعدداً كبيراً من المدافع القديمة التي تُحشى من مقدمة السبطانة، كما أنّ هناك عدداً كبيراً من الكرات مخزونة في القطيف والدمام، لكن مخزون البارود غير كافٍ..."

### وقعة الشربة
احتمى سُكّان القطيف في قلعة القطيف عند هجوم البدوّ في وقعة الشربة، ففي خميس الثامن عشر من جمادى الأولى عام 1326هـ، الموافق 18 يونيو 1908م، طاف أحد الباعة مكي بن الحاج إبراهيم الدبوس، من أهالي الدبابية، حاملاً شربته فطلب منه شخص من البدو الرّحّل ابتياع كأس من الماء، وعندما شربه طلب منه الدبوس ثمن ذلك الكأس، فرفض دفع الثمن، فثارت بينهما مشادّة كلامية، وثارت الأعصاب فوقع بينهم مضاربة بالأيدي، فجُرح أحدهم، فتوتر الحزبان القطيفيون، والبدو. فنُمى العلم إلى السيد إبراهيم المشكاب فجاء وهو يحمل بندقيته وأطلق من بندقيته رصاصة أودت بحياة ذلك البدوي، فثارت لقتل ذلك البدوي العشائر من الصبيح ومطير والعجمان والعوازم والمهاشير وغيرهم.
حاصر البدو القطيف من كل جانب، حيث جاء البدو بجمع كثيف وعسكروا في الجهة الغربية من القطيف وفي النخيل المجاورة للدبابيّة، ثم واصلوا الزحف إلى القطيف لأخذ الثأر، وكانت حاضرة القطيف تتكون حينئذ من الشويكة والدبابية والكويكب والشريعة وميّاس والمدارس وباب الشمال والجراري وقلعة القطيف، فأُدخل في القلعة النساء والأطفال والعجزة والشيوخ. وبرغم لجوء سكان قرى القطيف إلى القلعة، غير أن المعركة خارج القلعة حامية الوطيس، فهي تدور خارجها بين القرى، والنخيل، تأكل من الطرفين ما ظفرت به، ويعيث البدو تخريباً في ثمار النخيل، والشجر، ويحرقون الأخضر، واليابس. وقيل استمرت هذه الواقعة طيلة سبعين يوماً، وقيل أكثر من ذلك، وقيل أقل. فيخرجون مسلحين من القلعة للدفاع عن القرى، ورد البدو عنها، وإيقافهم عما يعيثون فيه، فيشتبكون معهم، فراح من الفريقين ضحايا لا تعد ولا تحصى. ولم يسجل التاريخ أسماء الضحايا إلا الشاب جعفر بن حسن علي بن الحاج حسن الخنيزي، حيث قُتل في 18 رجب، 1326هـ، ودُفن في القلعة في المقبرة المجاورة لبيت آل أبي السعود. وقد فُكّ الحصار عن القلعة، يوم 19 رجب، 1326هـ، حيث خرج الشيخ مع 10 متقلداً سيفاً، في جمع من أهالي القلعة واستطاعوا أن يدحروا المحاصرين ويطاردوهم حتى حدود الخويلدية.

## نهاية القلعة وإزالتها

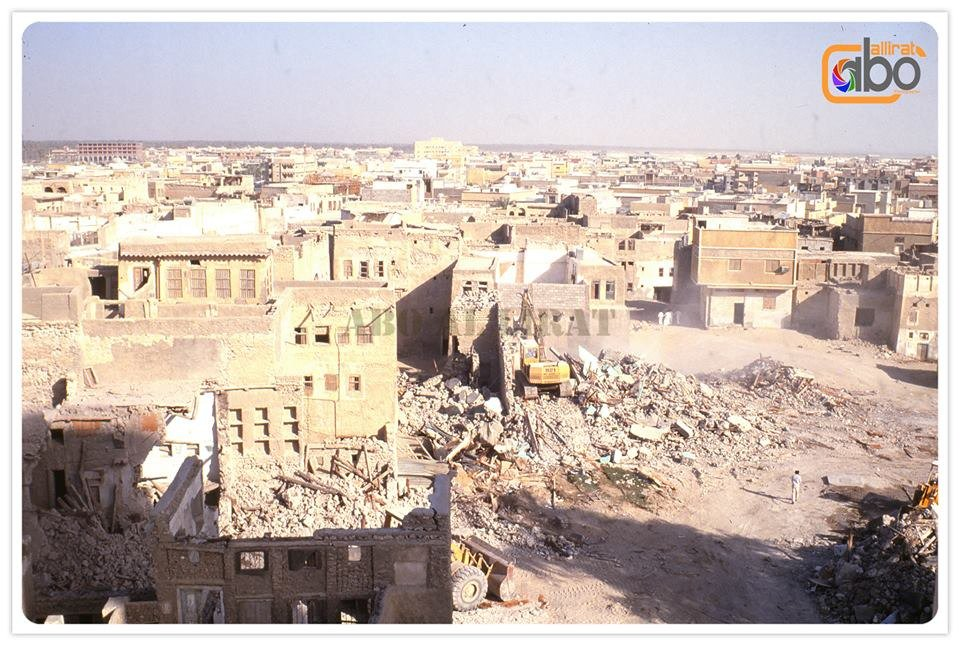
منظر جوّي لمنازل قلعة القطيف أثناء هدمها.
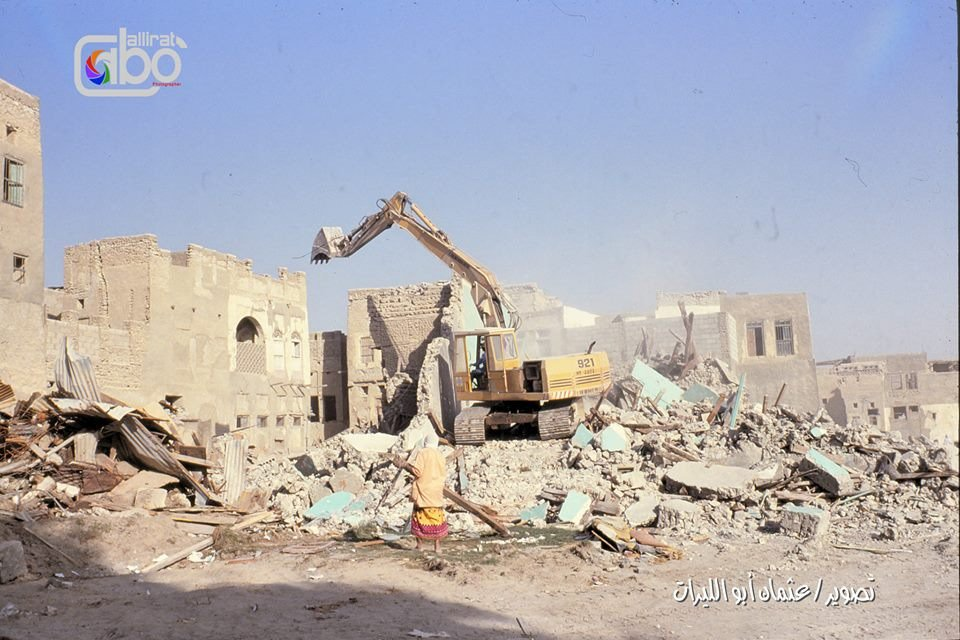
رافعة تُزيل منازل قلعة القطيف التاريخية.
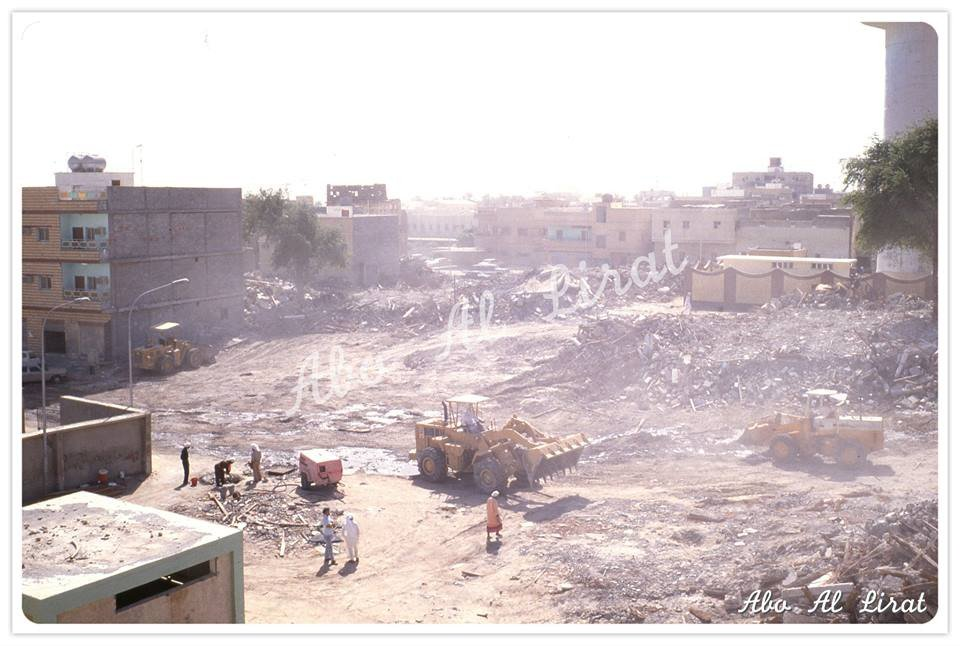
منظر للساحة المُخلّفة بعد هدم مجموعة بيوت.
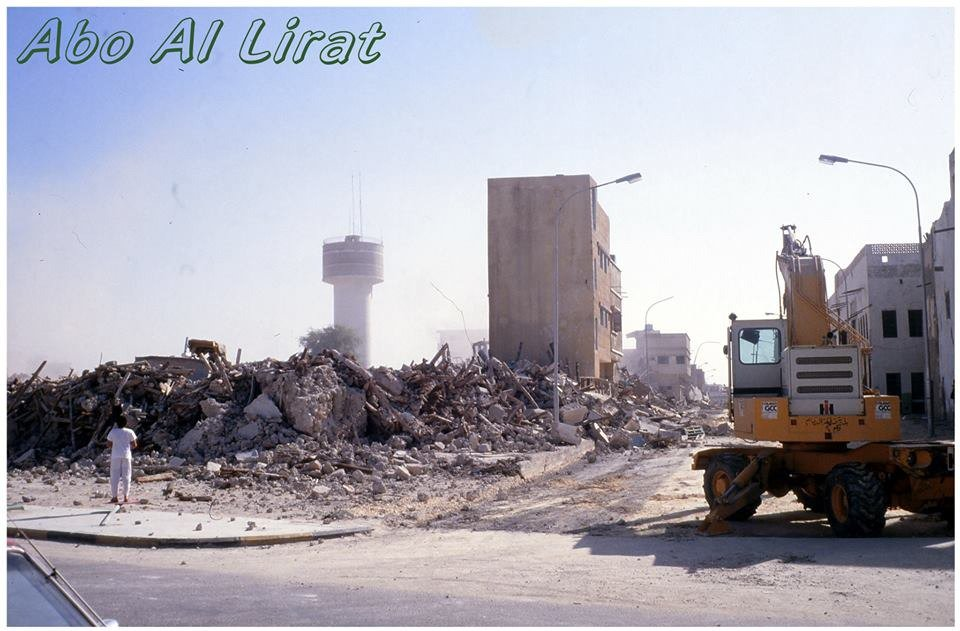
جانب من هدم منازل قلعة القطيف في الشارع المُسمّى محليّاً بشارع القص.
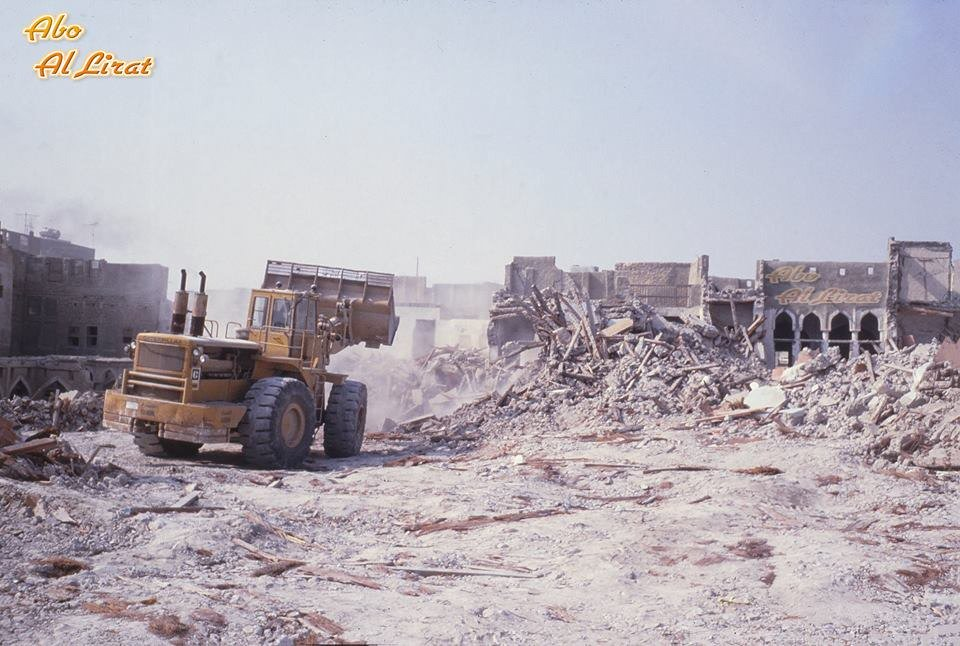
رافعة تدفع حطام منازل قلعة القطيف بعد إزالتها.
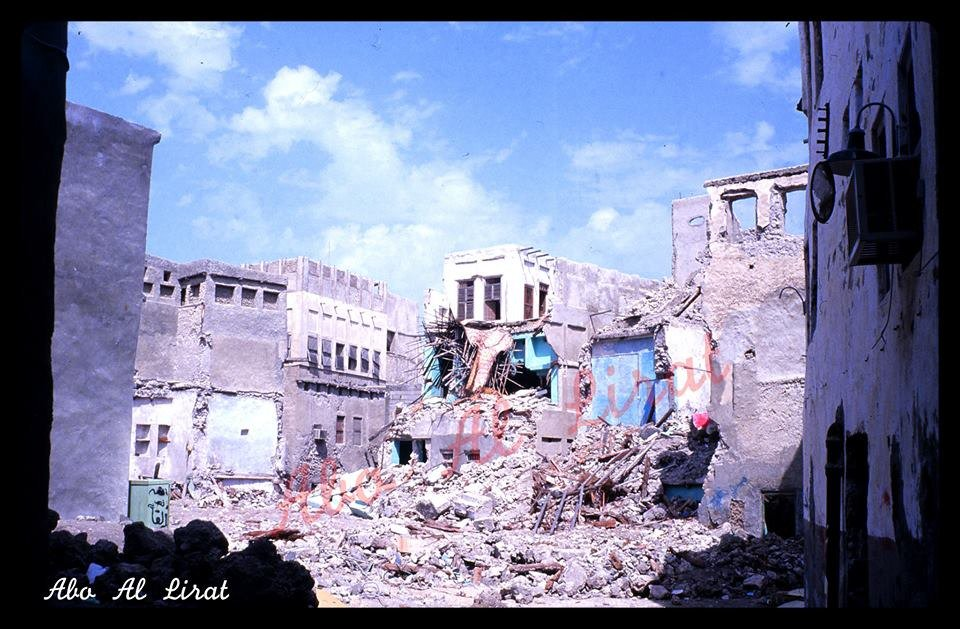
منظر من أحد البيوت لعملية هدم منازل قلعة القطيف.

بعد اكتشاف النفط في القطيف بدأت عمليات تسليك الكهرباء، وشق خطوط الإسفلت، وظهور التطور العمراني قرب الباب الغربي للقلعة المعروف بباب الشمال إذ بدأت القبائل هناك بإنشاء مساكن دائمة لها طلباً للحماية، وكونت هذه كتلاً مستقلة من الأبنية عرفت فيما بعد بضواحي باب الشمال المعروف بالجراري بين زاوية القلعة الجنوبية الغربية وضاحية الكويكب ويبلغ عدد محلاته التجارية 300 محل تقريباً. بالإضافة إلى انتشار الأبنية السكنية على جانبي السوق، فقد ظهرت كتلاً عمرانية إلى جنوبه.
وبالرغم من كون منطقة القلعة وضواحيها أحد أبرز الآثار التاريخيّة في القطيف ألا أن القلعة أزيلت بالتدريج بدايةً من السّبعينات وانتهاءً بسنة 1985م حيث انتزعت ملكية القلعة من الأهالي وأغلب نزع الملكيات حدث عام 1982م، فأزيل منها 3 أحياء، وهي حي الخان، والوارش، والسدرة. وبقي الحي الرابع وهو حي الزريب الذي أزيل لاحقاً سنة 1988م، وبعد إزالة القلعة تماماً تحوّلت إلى ميدان غير مُطوّر ومواقف سيّارات ولم يَتبقّ من القلعة سوى 18 منزلاً والمساجد التي كانت فيها، وبدأت عملية إزالة القلعة بإزالة السور أولاً ثمّ الجامع ومنارته، حتى لحقت بهما القلعة أخيراً فهدمت وانطمست معالمها. وبذلك فقدت القطيف أهم المناطق التي تدل على العمارة القديمة في تلك الحقبة الزمنية، ولو بقيت القلعة بأسوارها وأبنيتها ومنارتها والجامع القديم ورُممت لأضحت مرفقاً سياحيّاً ورمزاً للمنطقة على غرار بقية القلاع الأثرية. وبالرغم من تأكيدات بلدية محافظة القطيف على قيمة الموقع وأهميته السياحية ألا أنه بعد إزالة معظم منازل القلعة لم تتوقفْ عمليّات الهدم لبقية الثمانية عشر منزلاً إلا لطلب الهيئة العامة للسياحة والتراث الوطني بالإبقاء عليها. فقد كان يكتنف القلعة من ناحيتها الغربية والجنوبية بعض الأحياء الصغيرة، واتسعت حاضرة القطيف من جميع أطرافها فالتهمت تلك الأحياء الصغيرة والقريبة منها وجزءاً من الأرض الزراعية حولها، وجزءاً من مياه الخليج التي كانت مياهه في ما مضى تُلامس أسوار القلعة.
أطلق السّكان المحليّون مُسمّى القص على عملية تهديم قلعة القطيف، وأسموا الشارع المجاور للقلعة بشارع القص، كما تغيرت مسميات بعض المنشأت داخل القلعة وخارجها بعد إزالتها، إذ تحول موقع الجمارك إلى مقر الشؤون الاجتماعية، ومسجد الأمارة لمسجد فيصل بن عبد الرحمن، ومدرسة البحر أطلق عليها حالياً مدرسة الحسين، فيما أعتمدت الإمارة كمقر لمحافظة القطيف والهلال الأحمر في الوقت الحالي مكان الميناء.

### المتبقي من القلعة
لم يتبقّ من قلعة القطيف إلا ثمانية عشر منزلاً، أشهرها: منزل الشيخ منصور البيات، وكذلك منزل السيد جعفر الدعلوج الواقع على الشارع العام، إلى جانب قهوة الغراب الشعبية في حي الشريعة، وبالإضافة إلى ذلك فقد تبقت عدد من المساجد والحسينيات. وأصبح وضع المنازل الحالي مما تبقى من منازل النواخذة والتجار بيوتاً مُدمّرة غير مسكونة، والأخرى العامرة بالعمالة الوافدة خاصةً في حي باب الشمال الذي يزخر بالمباني التراثية.
وتحوّلت منطقة القلعة إلى ميدان على بوابة ذات ثلاثة أبراج ومواقف للسيّارات، وعشر مظلاّت كبيرة، ومسطحات خضراء بمساحة 75,000م2 و141 عمود إنارة و542 كشاف إضاءة.

## التحسينات والتطوير

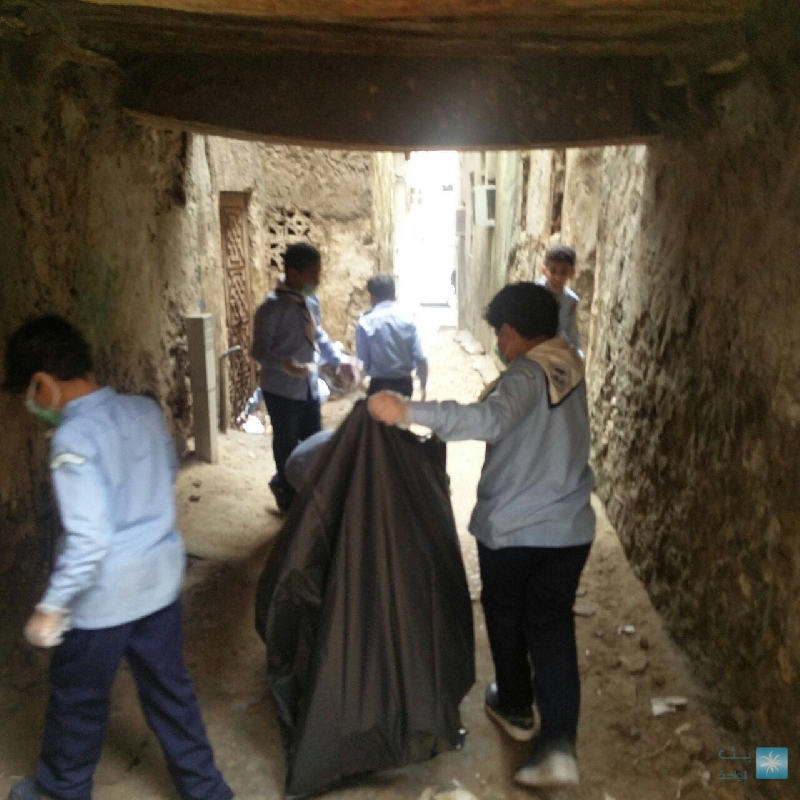
حملة كشفية لإزالة أنقاض حي الزريب بقلعة القطيف.

- حملة كشفية لإزالة أنقاض حي الزريب بقلعة القطيف.فبراير، 2012م: مطالب أهلية بترميم ما تبقّى من قلعة القطيف، بالإضافة إلى إعادة تشييد ما سقط أو أزيل من الآثار، وتهيئتها للسياح بحيث يمكنهم الدخول إليها.[62]
- يونيو، 2014م: مشروع للبلدات التراثية والمحافظة على التراث، وضح مدير عام فرع الهيئة العامة للسياحة والتراث الوطني بالمنطقة الشرقية المهندس عبد اللطيف البنيان أن الهيئة لديها خططاً للاستفادة من بيوت القطيف التراثية، وذلك بإعادة اختيار البلدات التراثية ومراعاةً لمعايير اختيار القرى والبلدات وفقاً لتحديد أولويات التأهيل والتطوير للقرى والبلدات التراثية، مشيراً في هذا الإطار إلى اهتمام فرع الهيئة بالبلدات التراثية في القطيف؛ وأوضح البنيان أن برنامج القرى والبلدات السياحية يهدف إلى الحفاظ على التراث العمراني في القرى والبلدات التراثية بالمملكة، واستثماره في مجال التنمية المستدامة شاملاً عناصره ونسيجه العمراني بما في ذلك المباني والأسواق والساحات والممرات، وكذلك النشاطات الحرفية والفعاليات الثقافية والاجتماعية والاقتصادية، على أن يتم توظيفها وإعادة استخدامها وصياغتها بما يتناسب مع الاستخدامات الحديثة دون أن يؤثر ذلك على طابعها المعماري التقليدي، بهدف تنمية وتأهيل التراث العمراني واستثماره سياحياً، وإيجاد بيئة مستدامة يسهل للناس العيش والعمل فيها وزيارتها، والمساهمة في التنمية الاقتصادية والسياحية من خلال زيادة فرص العمل والدخل للإفراد والمستثمرين، والمحافظة على الهوية العمرانية للمنطقة، إضافة إلى إبراز مقومات المنطقة السياحية والمنطقة المحيطة بها، وتحفيز شراكات العمل بين القطاع العام والقطاع الخاص والمجتمعات المحلية.[33]
- سبتمبر، 2014م: عمل مسح أثري لموقع بقايا قلعة القطيف، وإنشاء المتاحف وترميم محيط المناطق التاريخية: يؤكّد مدير مكتب التراث العمراني جلال الهارون على أن جميع المناطق التراثية في المنطقة الشرقية والقطيف مسجلة لدى الهيئة، من ضمنها قلعة القطيف، وفي بلدية القطيف تم الاجتماع مع البلدية في محافظة القطيف بخصوص ترميم محيط المناطق التراثية والأثرية، ومنها محيط قلعة القطيف، وأكّدوا أن البرنامج مُطبّق حالياً.[63]
- سبتمبر، 2015م: أعلنت بلدية محافظة القطيف عن إعادة طرح مشروع مقهى شعبي على مساحة 360 متراً مربعاً في ساحة القلعة بالقطيف للمرة الثانية، بهدف تهيئة الفرص الاستثمارية لطرحها على القطاع الخاص، وأوضحت البلدية أن المشاريع تشمل: مركز تأهيل وتثقيف العاملين بمنشآت الغذاء والصحة العامة، إنشاء وتشغيل بمحافظة القطيف، مشروع مقهى شعبي في ساحة القلعة بالقطيف.[64]
- فبراير، 2017م: إزالة أنقاض حي الزريب بالقلعة على يد كشافة القطيف: ضمن برنامج الذوق العام الذي أطلقته جمعية الكشافة العربية السعودية بالمنطقة الشرقية فعّلت الفرقة الكشفية بمدرسة القطيف الثانوية برنامجها حيث قامت بحملة لتنظيف وإزالة الأنقاض والمخلفات من حي الزريب بالقلعة.[65]

## الارتباطات الثقافية
ارتبطت قلعة القطيف بثقافة أهالي المنطقة وأثّرت بهم، فَذُكرت في قصائدهم، وصُوّرت في لوحاتهم وفنونهم.

### الفنون

#### مجسم ثلاثي الأبعاد لقلعة القطيف

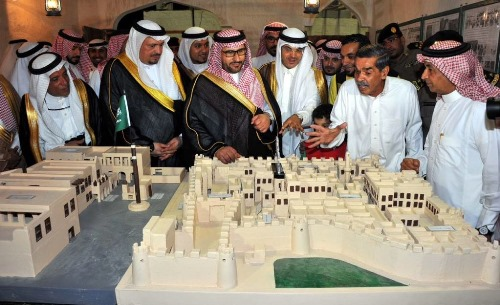
عُثمان أبو الليرات (على اليمين) يشرح لمحافظ القطيف خالد الصفيّان (على اليسار) مخطط قلعة القطيف سابقاً على المُجسّم الذي صنعه لها.

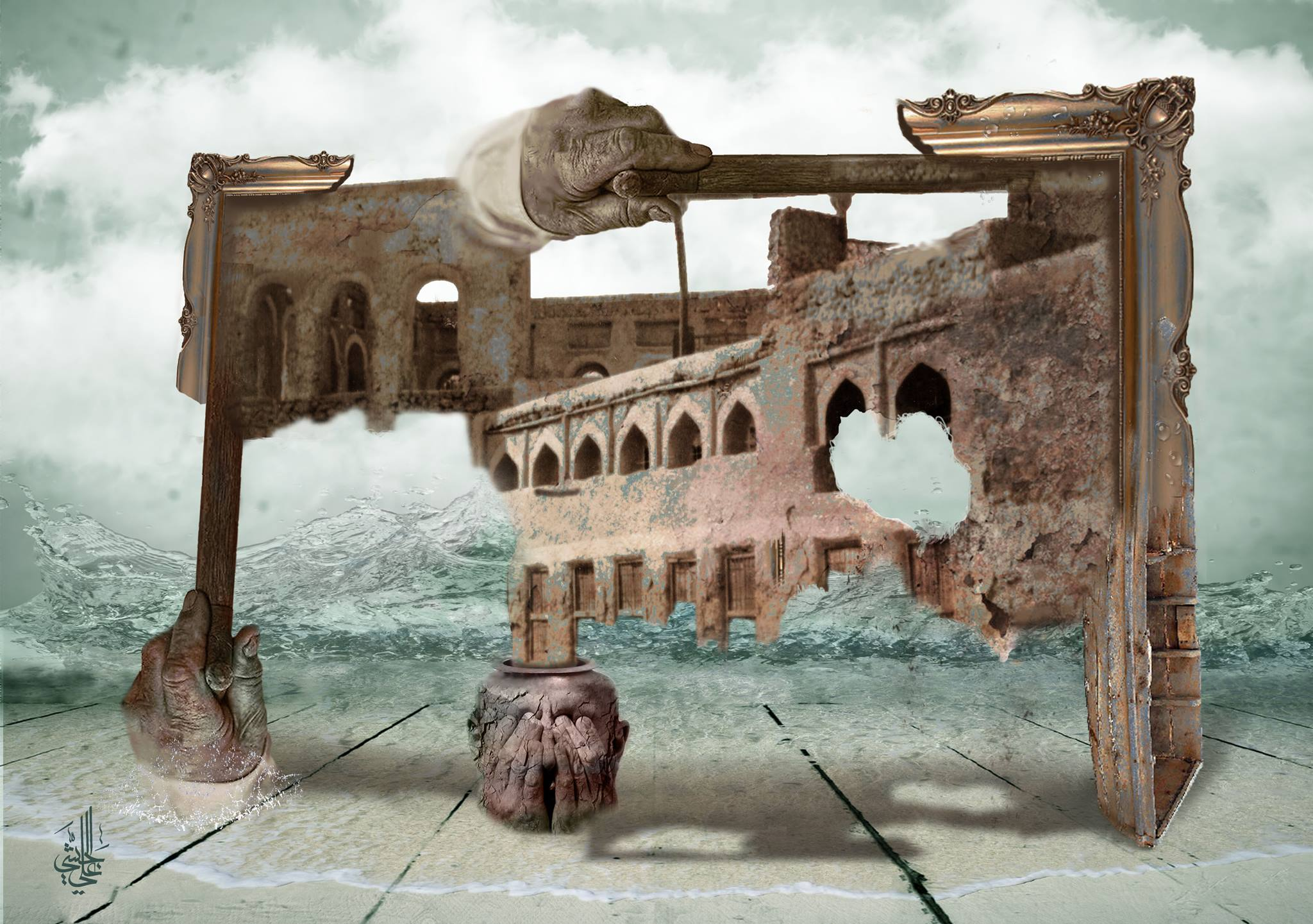
لوحة فنيّة للفنان علي الجشيّ يُوضّح فيها تفاصيل العمارة القديمة سابقاً التي كانت تتصف بها منازل قلعة القطيف.

أنشأ أحد الفنانيين القطيفيين عثمان أبو الليرات نموذجاً لمُجسّم ثلاثيّ الأبعاد لقلعة القطيف بحجم 1.5م×2.5م، ويستعرض القلعة كما كانت قبل مرحلة القصّ والهدم، وتوضيح لأحياء القلعة كبراحة الحليب وبراحة الخيل والزريب والوارش والخان والسدرة. كان تشكيل النموذج من الصور التي التقطها للقلعة بالإضافة إلى استعانته بصور لمصورين قطيفين آخرين، والصّور الجوّية التي التقطتها شركة الزيت السعودية. ويملك أبو الليرات صوراً لقلعة القطيف بجميع مراحلها للسوابيط والطرق والممرات، حيث كان يصور القلعة كاملة بصعوده للمباني المرتفعة والتقاط الصور، كما لديه صور لمراحل قص القلعة وتهديمها ابتداءً من أول شارع أُزيل عام 1385هـ.

#### التوثيق التصويري

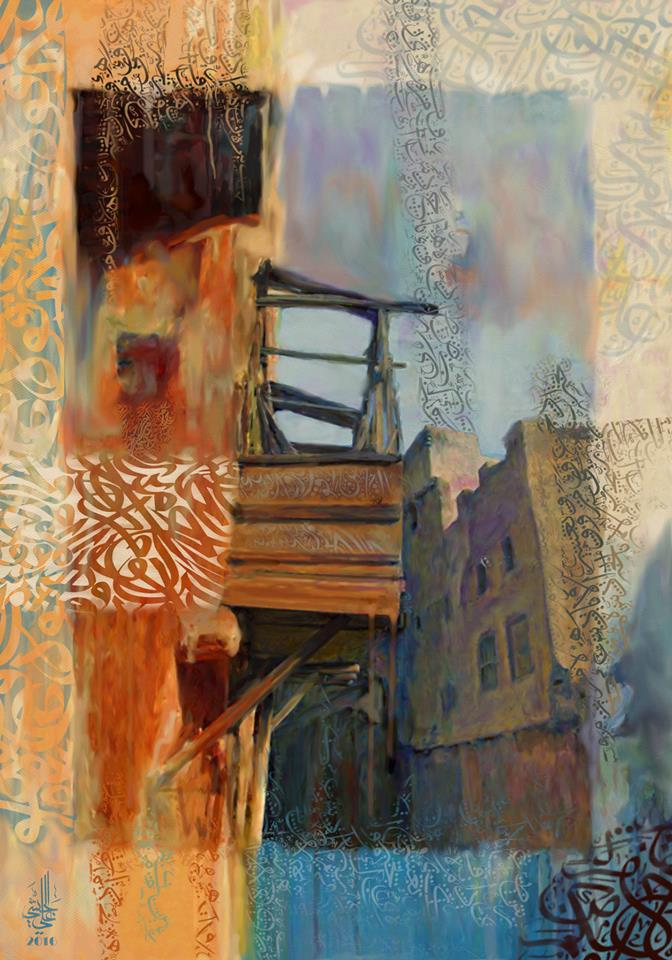
لوحة فنيّة للفنان علي الجشيّ يُوضّح فيها تفاصيل العمارة القديمة سابقاً التي كانت تتصف بها منازل قلعة القطيف.

- لوحة فنيّة للفنان علي الجشيّ يُوضّح فيها تفاصيل العمارة القديمة سابقاً التي كانت تتصف بها منازل قلعة القطيف.أبريل، 2014م: توثيق اللجنة الإعلامية بمهرجان القطيف: شارك في شهر أبريل من عام 2014م ثلاثون مصوّراً فوتوغرافيّاً ومرئياً في توثيق ودراسة وتصوير الأماكن التراثية بمحافظة القطيف بمشاركة عضوة مجلس الشورى نهاد الجشي، وذلك خلال الرحلة التي نظمتها اللجنة الإعلامية في مهرجان القطيف، صباح السبت. انطلقت الرحلة من جوار مبنى لجنة التنمية الاجتماعية الأهلية بالقطيف حضرها عدد من المصورين بالإضافة إلى مصور بلجيكي وبعض المهتمين من خارج منطقة القطيف، استهدفت توثيق ودراسة وتصوير الأماكن التراثية حيث شارك مسؤولي فرق الإعلام بالمهرجان ومسؤولي أركان لجنة التراث، ونائب البيت القطيفي زهير عبد رب الرسول ومسؤول البيت القطيفي المؤرخ عبد رب الرسول الغريافي، وترأس حملة التصوير الفوتوغرافي نايف الضامن، وتجول المصورين في بيوت القطيف القديمة كحي الزريب وبقايا قلعة القطيف.[70][71][72][73][74][75]إحدى الجولات الرياضية الاستطلاعية لمعالم قلعة القطيف. صورة لزيارة حملة رياضية قلعة القطيف.

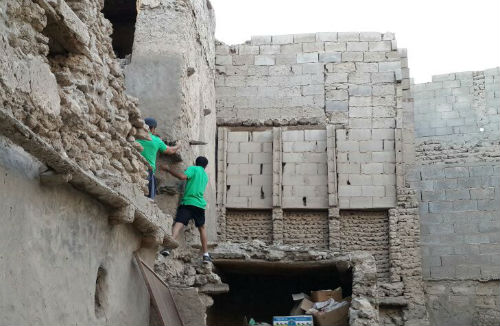
إحدى الجولات الرياضية الاستطلاعية لمعالم قلعة القطيف.

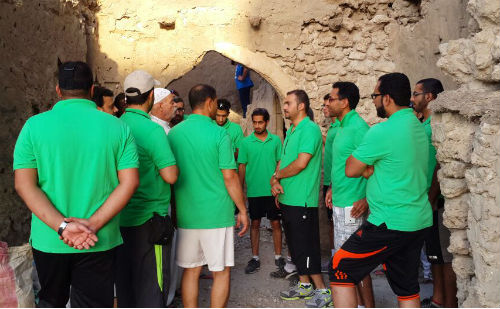
صورة لزيارة حملة رياضية قلعة القطيف.

- مايو، 2016م: توثيق مجموعة كشتة الفوتوغرافية: وثّقت مجموعة كشتة الفوتوغرافية صباح الجمعة من شهر مايو، 2016م حي الزريب فوتوغرافياً، وذلك استكمالاً للمشروع التوثيقي للأحياء الشعبية والتراثية وما تبقى من المعالم الأثرية والسياحية لمختلف مناطق القطيف. شارك فيها أحد عشرَ مصورٍ ومصورةٍ بحي الزريب شرح فيها الغريافي تاريخ المنطقة وبعض المنازل والأحياء القديمة.[20]
- مايو، 2016م: فلم وثائقي يستعرض تاريخ قلعة القطيف: اشترك أربعة قطيفيون في العمل على استعراض تاريخ قلعة القطيف وغيرها من المواقع الأثرية بواحة القطيف وذلك بإنتاج فلم وثائقي بعنوان «5000 سنة». وذكر مُعد البرنامج والمصور علي العبيدي بأن الهدف من إعداد الفيلم يكمن في التعريف بمنطقة القطيف والحضارات التي مرت بها المنطقة وإبرازها للعالم كمنطقة أثرية وسياحية وهي متحفٌ مفتوحٌ للسياح. وأشار إلى أن مدة العمل على الفلم الوثائقي استغرقت عامًا كاملًا من تصويرٍ وإعدادٍ ومونتاجٍ وإخراج حيث بُدِءَ به في شهر شعبان من عام 1436هـ وتمّ الانتهاء منه في شهر شعبان من عام 1437هـ.[76]

### الرياضة
- يونيو/يوليو، 2015م: جولة رياضيّة ثقافيّة بين قلعتي القطيف وتاروت: استأنفت مجموعة دراجات القطيف جولاتها السياحية بعد شهر رمضان بجولة ربطت فيها بين حضارة قلعتي القطيف وتاروت جال فيها 18 مشاركاً، واستنكرت عبرها غياب علامات العناية واهتمام هيئة السياحة والتراث الوطني بقلعة تاروت الضاربة بتاريخها باعتبارها أقدم معلم تاريخي في الخليج العربي ككل. وكانت المجموعة قد ارتكزت جولتها السياحية على التعرف على أهم معلمين في تاريخ القطيف والوقوف على ما تبقى منهما مروراً على المواقع الأثرية المحيطة بهما وبينهما. جالت المجموعة بدراجاتها الهوائية بين مركز القطيف إلى جزيرة تاروت في رحلة وقفت عندها المجموعة عند قلعة القطيف وبالتحديد في حي الزريب.[77] والتقت المجموعة بعبد الرسول المصطفى أبو عبد العزيز أحد كبار السن ممن عاصروا القلعة قبل هدمها وتعرفوا من خلاله بشكل موجز عن تاريخ قلعة القطيف والأحداث التي مرت بها والواقع التي آلت إليه. وبّين في حديثه بأنه مازالت 6 أسر تسكن البيوت القديمة بحي الزريب بالقلعة بشهر يوليو، 2015م.[78][79]

### الأدب
ذُكرت قلعة القطيف في العديد من الأشعار والقصائد، وأغلبها بعد إزالة القلعة، ومنها:

## الأعلام المعاصرون

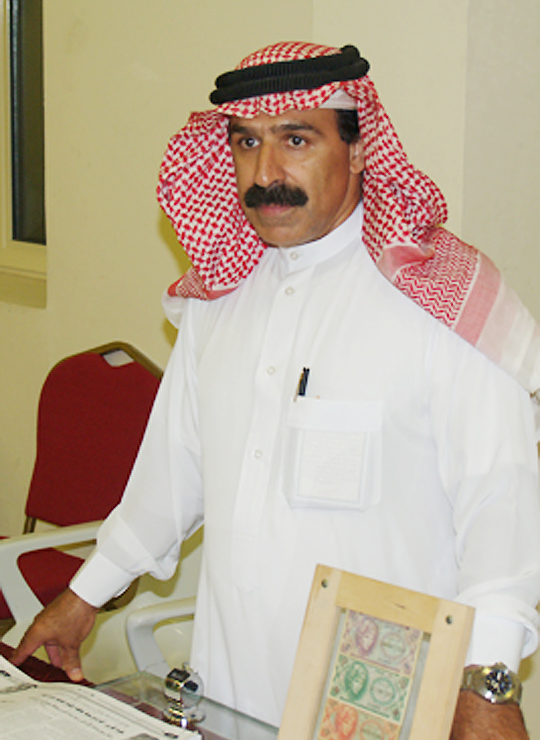
حسين العوّامي، أحد أعلام القطيف الّذي عاصر القلعة وعاش بها.

مُحمّد سعيد المسلم، أديب وشاعر ومؤرخ وكاتب، وصحفي وُلد بالقلعة.

القائمة أدناه توضّح أشخاص عاصروا القلعة وسكنوا فيها من أعلام القطيف:
- محمد سعيد المسلم: هو أديب وشاعر ومُؤرخ وكاتب، وصحفي وُلد بحي السدرة في القلعة ونشأ فيها.[13][80][81][82]
- نهاد الجشي: عضو مجلس الشورى واستشارية أمراض الأطفال وحديثي الولادة بمستشفى الولادة والأطفال بالدمام، سكنت القلعة ونشأت بها.[34][35][72]
- عبد الله علي الجشي: أديب وشاعر، وكاتب وصحفي، وُلد بالقلعة عام 1924م.[80][83]
- حسين السيد علي العوامي: مؤسس متحف القطيف الحضاري وأحد كبار هواة ومهتمي التراث القديم في القطيف.[84] شارك في كثير من المتاحف التي أقيمت بالسعودية وله متحف خاص به في القطيف يضم الكثير من المقتنيات التراثية القديمة.[85]
- سعيد مجيد العوامي: صيدلي سعودي، وأوّل صيدلي جامعي على مستوى الخليج العربي من الجامعة الأمريكية في بيروت ببعثة من أرامكو.[86][87] حصل على شهادة البكالوريوس في الصيدلة القانونية وعمل لدى أرامكو في مجال تركيب الأدوية بصيدلية الظهران، وتدرج لمناصب حتى وصل إلى رئاسة صيادلة أرامكو.[86] زار الولايات المتحدة عدة مرات لدورات في مجال تخصصه ومؤتمرات. وهو من مؤسسي أول مكتبة عامة في القطيف وكذلك أسس الجمعية التعاونية بالقطيف، وجمعية القطيف الخيرية وترأسها بعد تقاعده.[86][88]
- عثمان أبو الليرات: كان أحد المصوّرين الفوتوغرافيين والموثقين لتاريخ القلعة، وأنتج مجسمّاً للقلعة من محاكاة لما يتذكره من أيام حياته فيها.[67][68][89]
- محمد علي الخنيزي القطيفي: عالم دين ولد سنة 1886م، وتتلمذ على يد منصور آل سيف.[90][91]
- علي بن حسن الجشي البحراني القطيفي: أديب وعالم دين، وقاضٍ شرعي.[90][91]
- سعيد بن أحمد الغانم: عقيد عسكري وعميد متقاعد.[92][93][94]
- علي بن سعود بن أبي السعود القطيفي: مُعلّم، وعالم دين.[90][91]
- سعيد بن علي الشواف من مواليد القلعة عام 1366هـ، حاصل على درجة الدكتوراه من جامعة نيويورك في الإدارة.[95]
- محسن بن نصر الله القطيفي: طبيب وعالم دين.[90][91]
- محسن بن علي آل خميس القطيفي: شاعر وأديب.[90][91]
- محمد الزائر القطيفي: عالم دين وخطيب.[90][91]
- حمد سعيد الجشي البحراني القطيفي: شاعر وأديب وعالم.[90][91]
- حسن بن عبد الله بن إبراهيم بن محمد بن عبد الصمد الجامع القطيفي: شاعر وأديب.[91][96]
- ميرزا حسين بن حسن البريكي القطيفي: عالم وخطيب ومُعلّم[91][96]
- عبد الواحد بن حسن بن علي بن حسن بن مهدي بن كاظم بن علي بن عبد الله بن مهدي الخنيزي القطيفي: شاعر وأديب.[91][96]
- هاشم بن السيد حسين بن السيد هاشم العوامي: عالم دين ومُعلّم، وُلد بحي الزريب بالقلعة.[97]
- عبد الغني بن أحمد الحاج حسين السنان: إداري وأديب.[98]
- عبد الله بن علي القيسي الخنيزي القطيفي: أديب، وناقد، وعالم دين، وُلد بالقلعة.[99]

كما استلم بعض الأهالي في السابق المناصب القيادية والإدارية في قلعة القطيف، فمنهم:
- محمد بن رضوان القطيفي: تولى منصب العمادة في بدايات القرن العشرين الميلادي.[90][91]
- عبد الله بن ناصر بن نصرالله بن سيف القطيفي: عالم وفقيه، وكانت ترجع إليه الأمور والإشكالات في قلعة القطيف.[91][96]
- عبد الله بن نصرالله بن مهدي بن أحمد بن محمد بن نصرالله آل أبي السعود القطيفي: استلم عدة مناصب كعمادة القلعة وتوابعها في القطيف ورئاسة بيت المال ورئاسة بلدية القطيف. وكان على صلة وثيقة بالعلماء الأعلام في القطيف وتاروت والعراق.[91][96]
- إبراهيم بن عبد الله الحجاب الأحسائي: أديب وعالم دين وخطيب ومٌعلّم انتقل إلى القطيف وأدار رئاسة مسجد المسألة في القلعة.[100]

## معرض صور

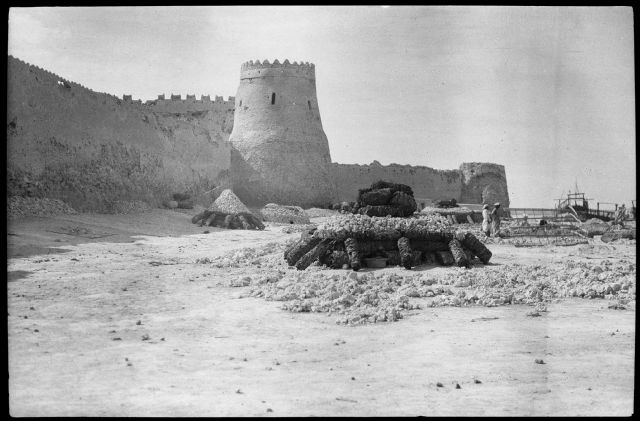
صورة لسور قلعة القطيف مع أحد أبراجها تعود الصورة لعام 1930م.
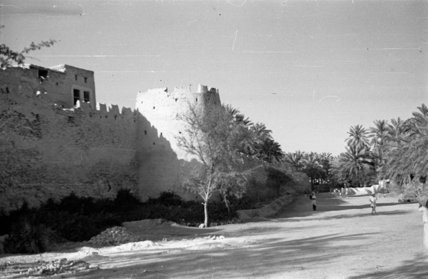
منظر لسور قلعة القطيف الشمالي المُتّصل بغابات نخيل مزرعة الشمّاسيّة سابقاً تعود لعام 1945م.
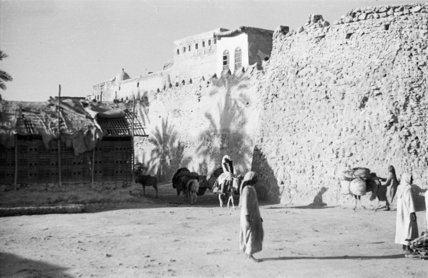
محلّيّون يتجولّون بجوار القلعة، وتظهر جدران وسور القلعة شاهقة الارتفاع.
منظر جوي للقطيف يبين سور القلعة وأبراجها، ويظهر خلفها كثّافة سُكّانية من المنازل بداخلها.
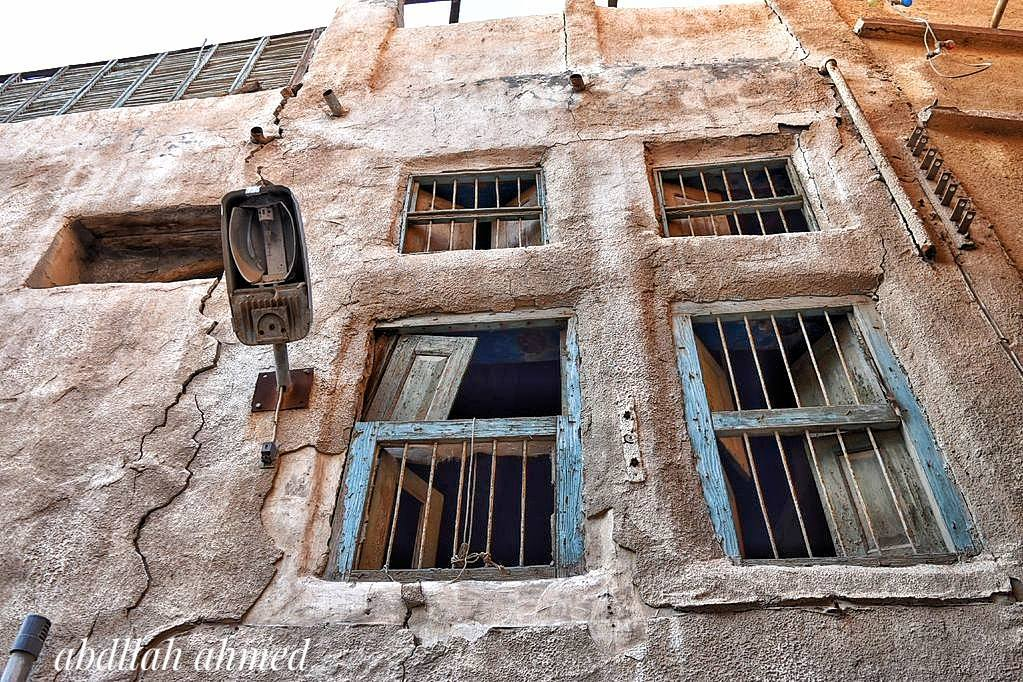
نوافذ منزل من المنازل المتبقيّة في قلعة القطيف، ويُلاحظ فالمنزل وجود التصدّعات والشقوق.
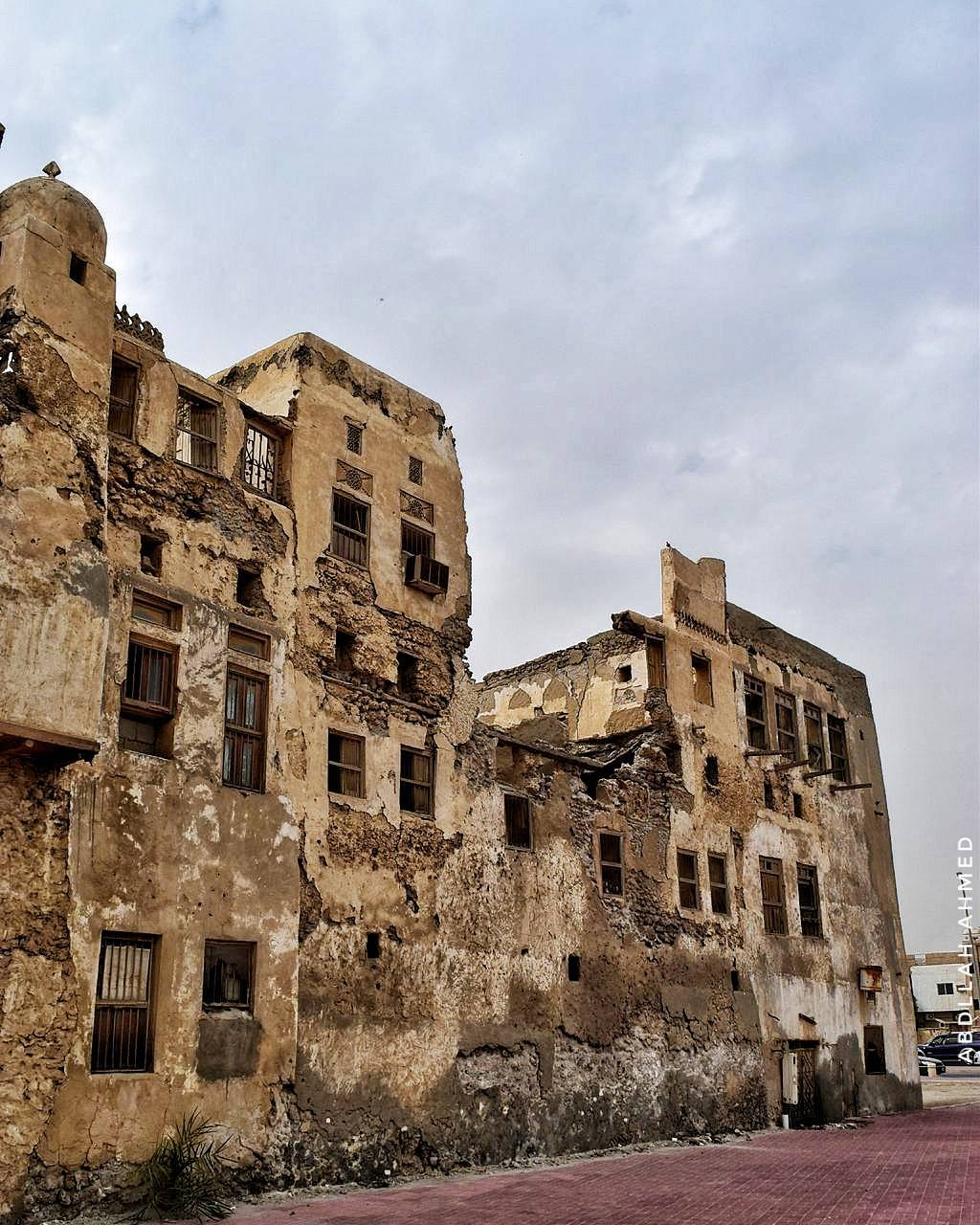
منزل سلمان الدعلوج، إحدى المنازل القليلة المتبقية من قلعة القطيف.
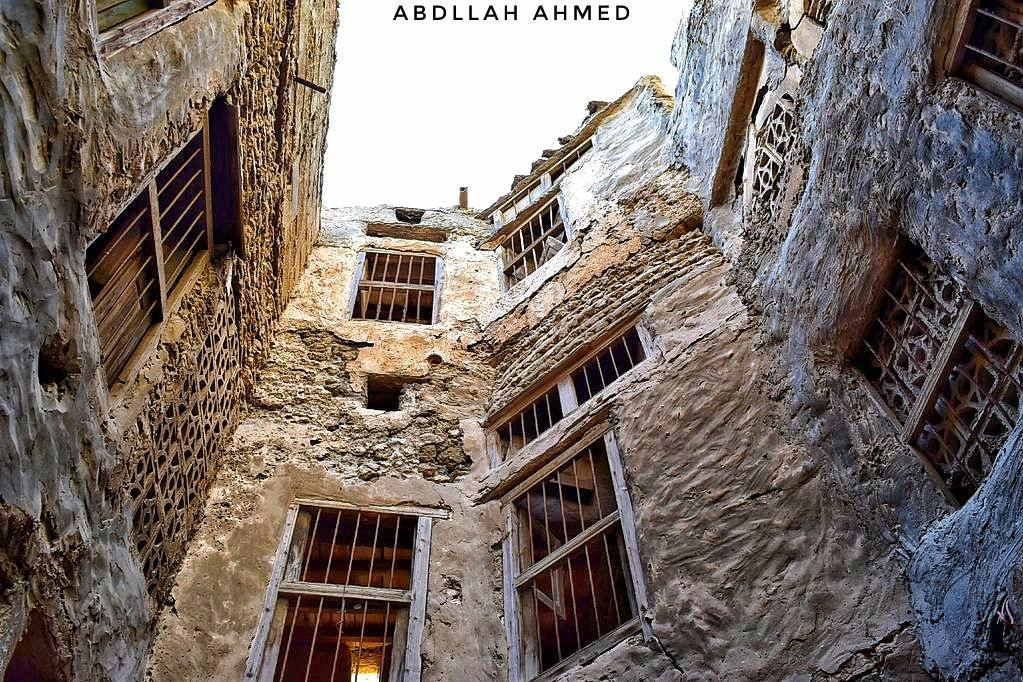
التقارب والتلاحم بين البيوت كان صفةً معماريّة بارزة في منازل قلعة القطيف.
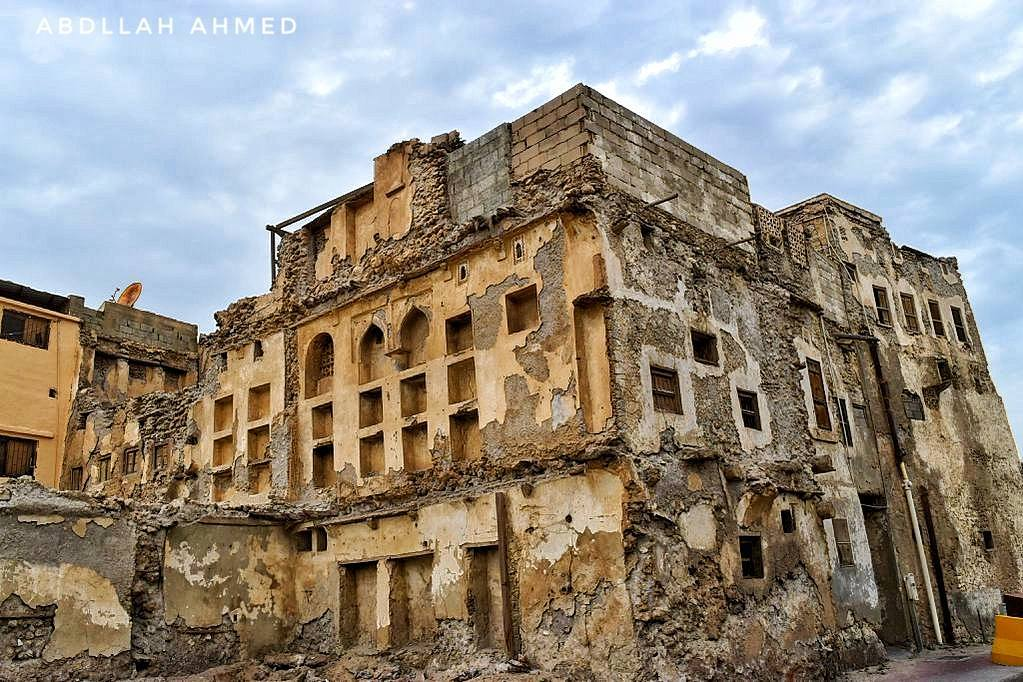
منظر لواجهة إحدى المنازل المتبقية من قلعة القطيف، ويُلاحظ فيها الزّخارف المعمارية والإهمال الذي أدى إلى تدميرها.
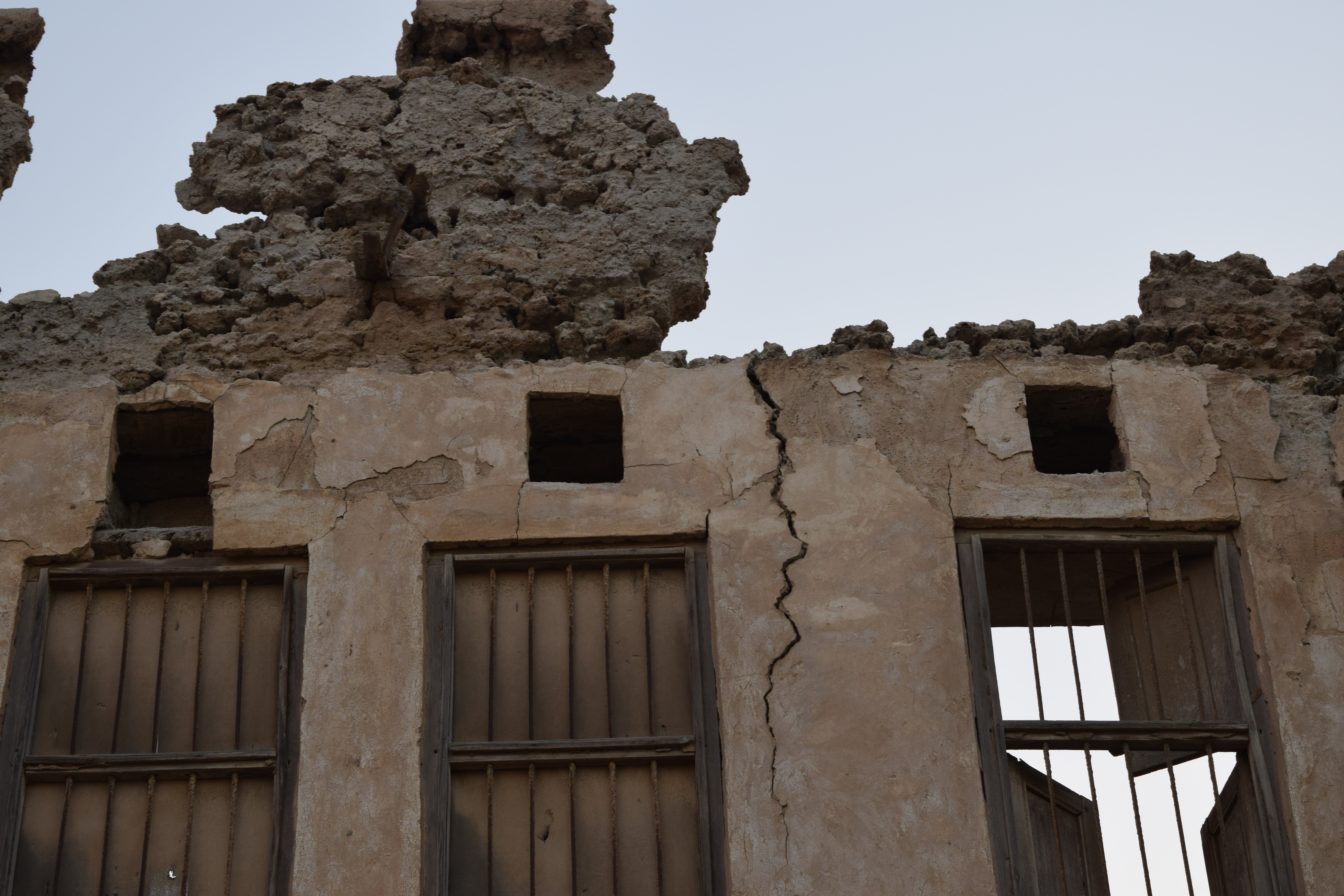
تصدّعات ظاهرة في إحدى منازل قلعة القطيف الأثرية.
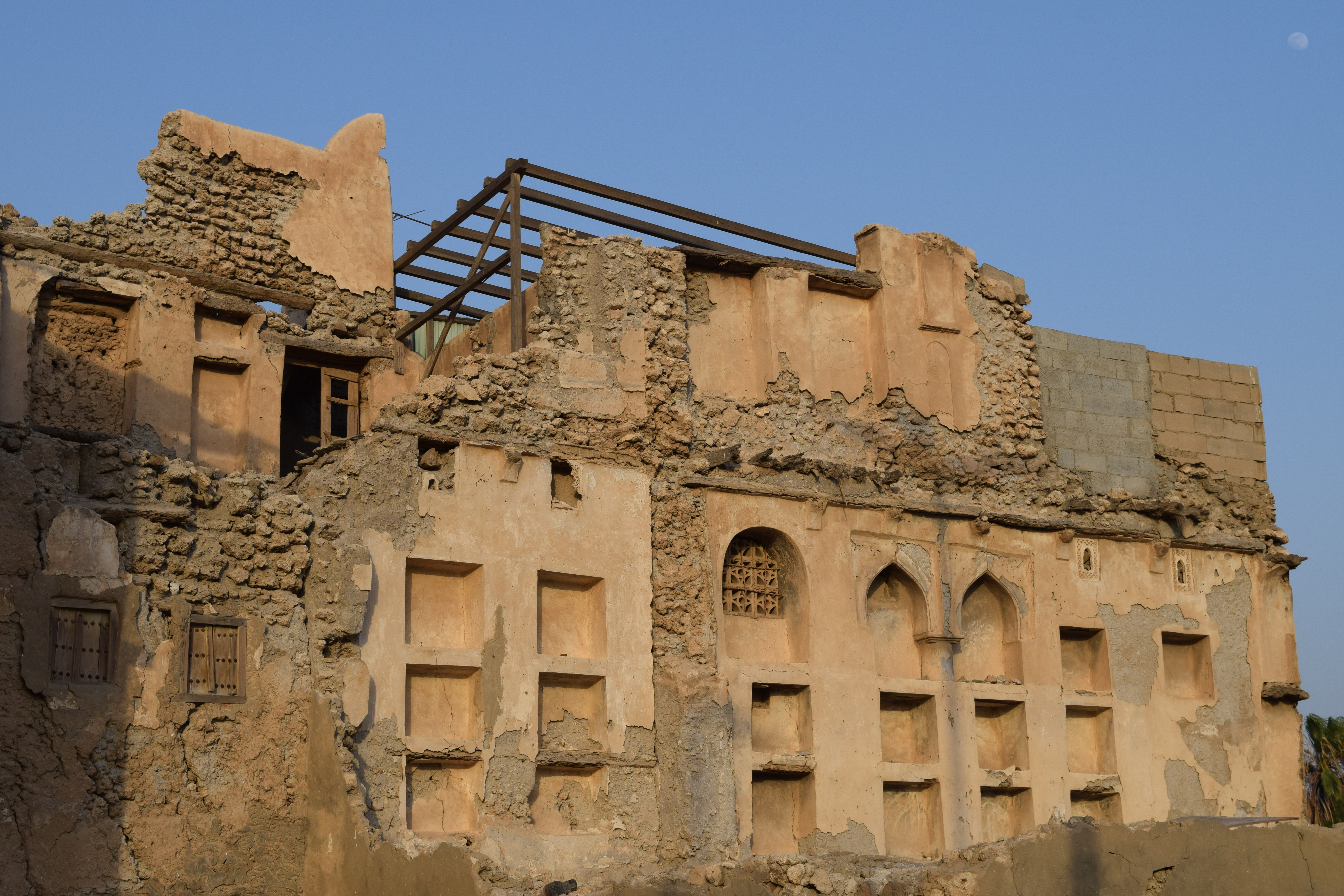
واجهة إحدى المنازل المتبقية من قلعة القطيف.
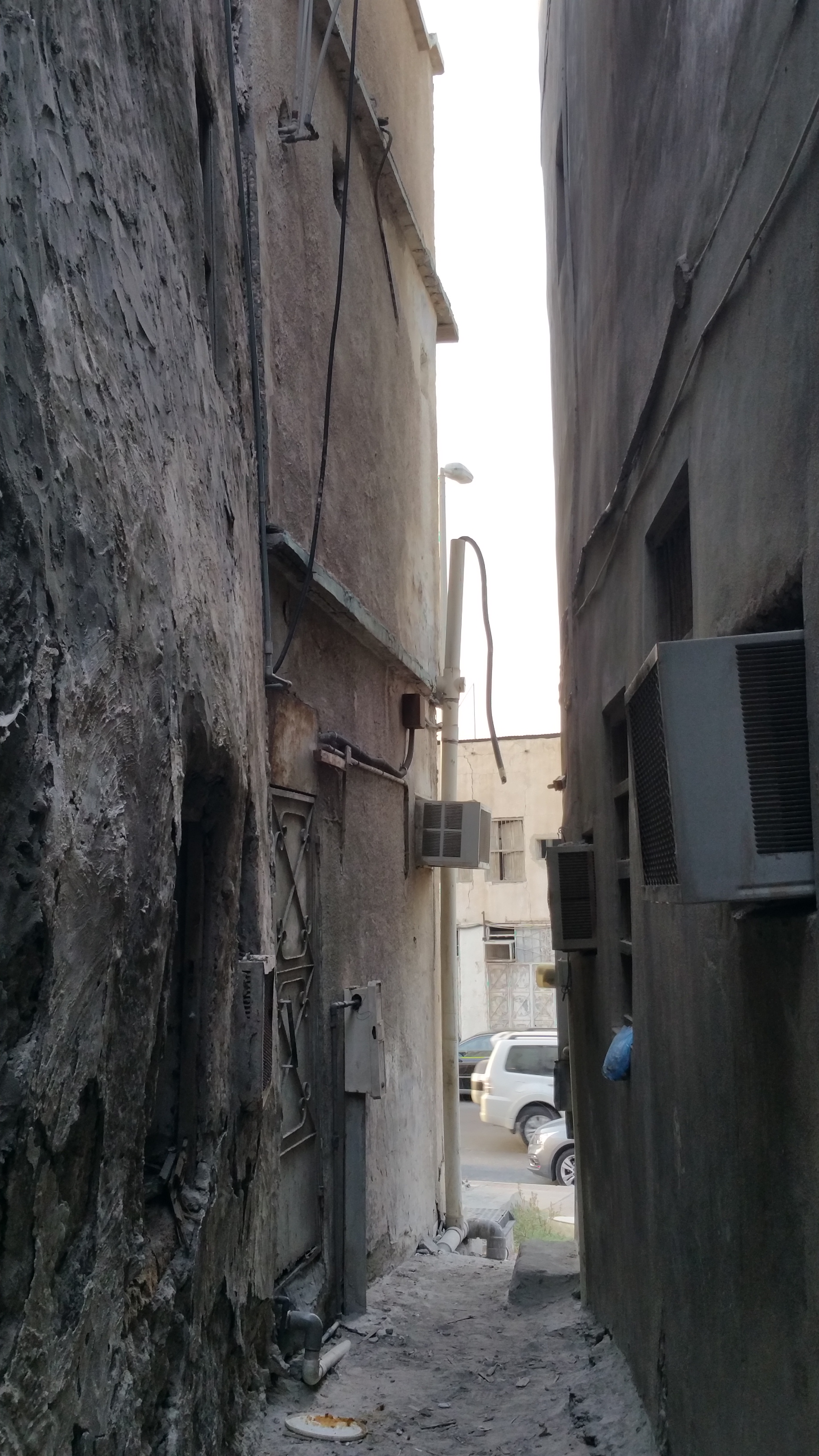
ممرات ضيقة (تُسمّى زرانيق) بين منازل قلعة القطيف بحي الزريب.

## وصلات خارجية
- مقطع لقلعة القطيف عام 1985م على اليوتيوب.
- مقطع يعود لستينيات القرن العشرين يُظهر سوق الجبلة وسور قلعة القطيف على اليوتيوب.
- مقطع يستعرض ما تبقى من قلعة القطيف على اليوتيوب.
- مقطع آخر يستعرض ما تبقى من قلعة القطيف على اليوتيوب.
- مقاطع لمسجد الراجحية بالقلعة إلى جانب بعض منازل حي الخان عام 1983م على اليوتيوب.
- لقطات من براحة الحليب بالقلعة عام 1983م على اليوتيوب.
- جانب من براحة الحليب بالقلعة عام 1983م على اليوتيوب.
- جانب من براحة الخيل بالقلعة عام 1983م على اليوتيوب.
- جانب من بئر مغيبوه ويظهر فيه حسينية النهاش القديمة والسنان وبيت آل خوان على اليوتيوب.
- جولة في بيت السيد سلمان الدعلوج بحي السّدرة على الفيس بوك.